# Белгород
Бе́лгород — город на юге средней полосы европейской части России, административный центр Белгородской области. Образует одноимённый городской округ.
Расположен на южной окраине Среднерусской возвышенности, на берегах Белгородского водохранилища, рек Везёлки и Северского Донца, в 700 км к югу от Москвы, в 35 км от границы с Украиной. Город областного значения. Население — 321 761 человека (2025). Вокруг города образовалась Белгородская агломерация с численностью населения более 0,5 млн человек. Город первого салюта. Первый в России город, получивший звание «Город воинской славы».
На фоне российско-украинской войны город находится рядом с зоной боевых действий, с 2023 года часто попадает под огонь артиллерии со стороны Вооружённых сил Украины.

## Этимология
Топоним Белгород происходит от сочетания слов: «белый» и «город». Есть несколько версий появления сочетания. Первый вариант: Белый город — крепость, стены которой построены из белого камня. Другое толкование связывается с названием меловой горы (Белая гора), на склонах которой расположен Белгород, тогда название имеет значение: город на белой горе. Со старорусского языка Белгород переводится как «Светлосделанный, сияющий дом».

## Награды и почётные звания
- Почётное звание «Город первого салюта» (5 августа 1943)[11].
- Орден Отечественной войны I степени (9 апреля 1980) — за мужество и стойкость, проявленные трудящимися города в годы Великой Отечественной войны, и за успехи, достигнутые в хозяйственном и культурном строительстве.
- По итогам 2004 года Правительством Российской Федерации Белгороду присуждён диплом II степени всероссийского конкурса на звание «Самый благоустроенный город России» среди городов I категории[12].
- В 2006 году Министерством регионального развития Российской Федерации по итогам всероссийского конкурса «Лучшее муниципальное образование» городской округ «Город Белгород» награждён дипломом III степени в номинации «Социальная сфера муниципального образования»[12].
- В 2006 году решением попечительского совета всероссийского конкурса экономического развития России «Золотой рубль» в номинации «Лучший город Российской Федерации по экономическим показателям развития в 2005 году» в категории «Региональный центр субъекта РФ» по ЦФО Белгород признан победителем[12].
- Почётное звание Российской Федерации «Город воинской славы» (27 апреля 2007) с вручением грамоты Президента России — за мужество, стойкость и массовый героизм, проявленные защитниками города в борьбе за свободу и независимость Отечества[13].
- По итогам II всероссийского конкурса «Лучшее муниципальное образование» в 2007 году городской округ «Город Белгород» занял II место в номинации «Лучшее муниципальное образование в сфере обеспечения информационного сопровождения реформы местного самоуправления»[12].
- В феврале 2009 года город Белгород признан победителем всероссийского конкурса «Лучшее муниципальное образование» в номинации «Экономика и финансы муниципального образования» и награждён дипломом I степени[12].
- В октябре 2009 года Белгород награждён благодарностью Министерства регионального развития РФ за активное участие во всероссийском конкурсе на звание «Самый благоустроенный город России» за 1997—2008 годы и неоднократное занятие призовых мест[12].
- По итогам V ежегодного всероссийского конкурса муниципальных образований в 2010 году Белгород в номинации «Лучшее муниципальное образование среди городских округов — административных центров» занял первое место[12].
- 23 июня 2011 года город Белгород удостоен высокой награды — диплома Совета Европы за выдающиеся успехи в продвижении идей европейского партнёрства и сотрудничества, развития международных контактов[12].
- В 2013 году Министерство регионального развития Российской Федерации признало Белгород третьим городом страны по благоустроенности[14].

## Символы

### Герб
В лазоревом (голубом, синем) поле восстающий золотой (жёлтый) лев с червлёным (красным) языком и серебряными (белыми) глазами, зубами и когтями; над ним взлетающий вправо с распростёртыми крыльями серебряный (белый) орёл с золотыми (жёлтыми) глазами, языком, клювом, когтями и лапами.
Действующий герб утверждён постановлением главы администрации города № 1416 от августа 1994 года, с изменениями согласно решениям горсовета № 278 от 18 июня 1999 года (положение) и № 303 от 22 июля 1999 года (изображение).
Современный герб Белгорода воссоздаёт историческую преемственность герба Белгорода, утверждённого 21 июля 1893 года (с последующими изменениями) на основе знамённой эмблемы 1712 года Белгородского пехотного полка, проявившего доблесть в Полтавской битве.

### Флаг
Прямоугольное полотнище из двух горизонтальных полос: верхней — голубого цвета и нижней — белого цвета. Отношение размеров голубой и белой полос 2:1. В крыже на голубой полосе (у древка флага) расположено цветное изображение фигур герба г. Белгорода — орла и льва. Ширина фигур герба составляет 1/5 часть голубой полосы. Высота фигур составляет 4/5 высоты голубой полосы.
Действующий флаг утверждён 22 июля 1999 года решением Белгородского городского Совета депутатов № 321 и внесён в Государственный геральдический регистр Российской Федерации с присвоением регистрационного номера 978.
Флаг разработан на основе герба, фигуры которого впервые были изображены на знамёнах Белгородских полков в 1712 году. По одной из версий, композиция флага символизирует победу России в русско-шведской войне. Орёл, символизирующий русскую армию, преследует льва — шведского короля.

## История

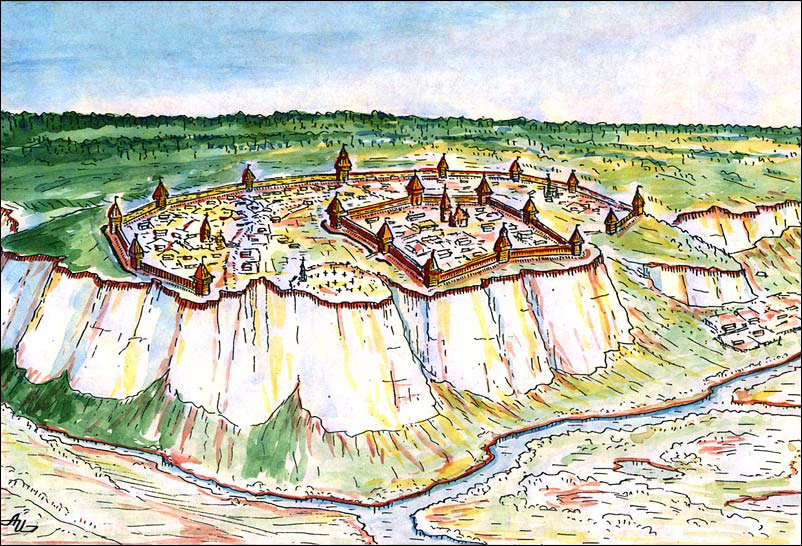
Белгородская крепость в XVII веке

### Споры об основании

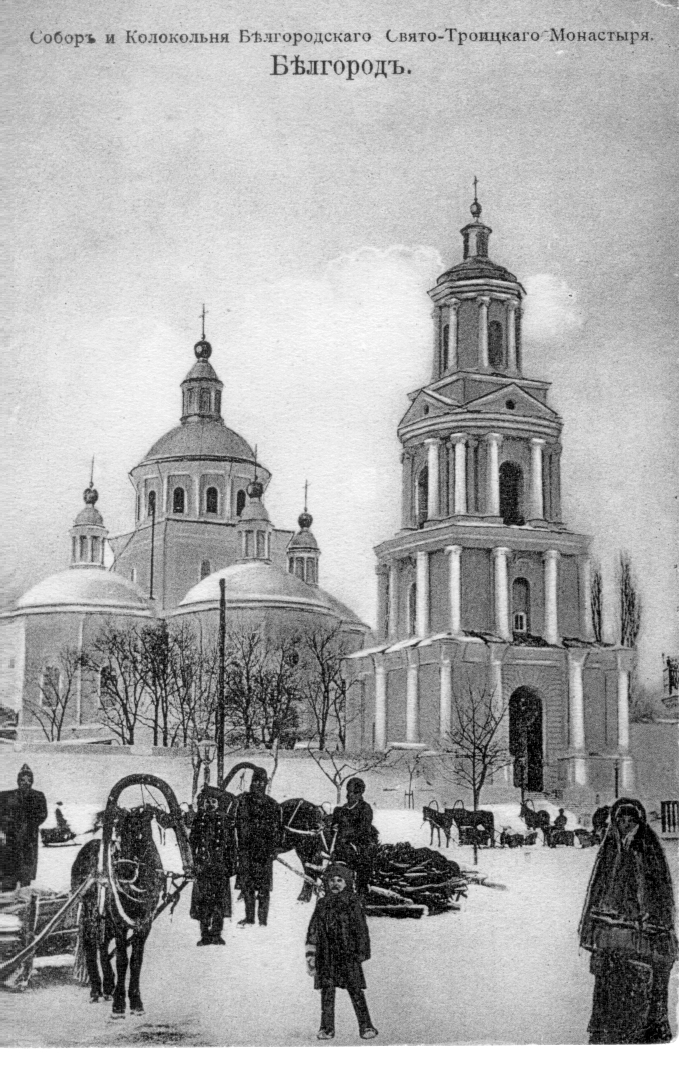
Вид на Свято-Троицкий собор города (построен до 1707, не сохранился)

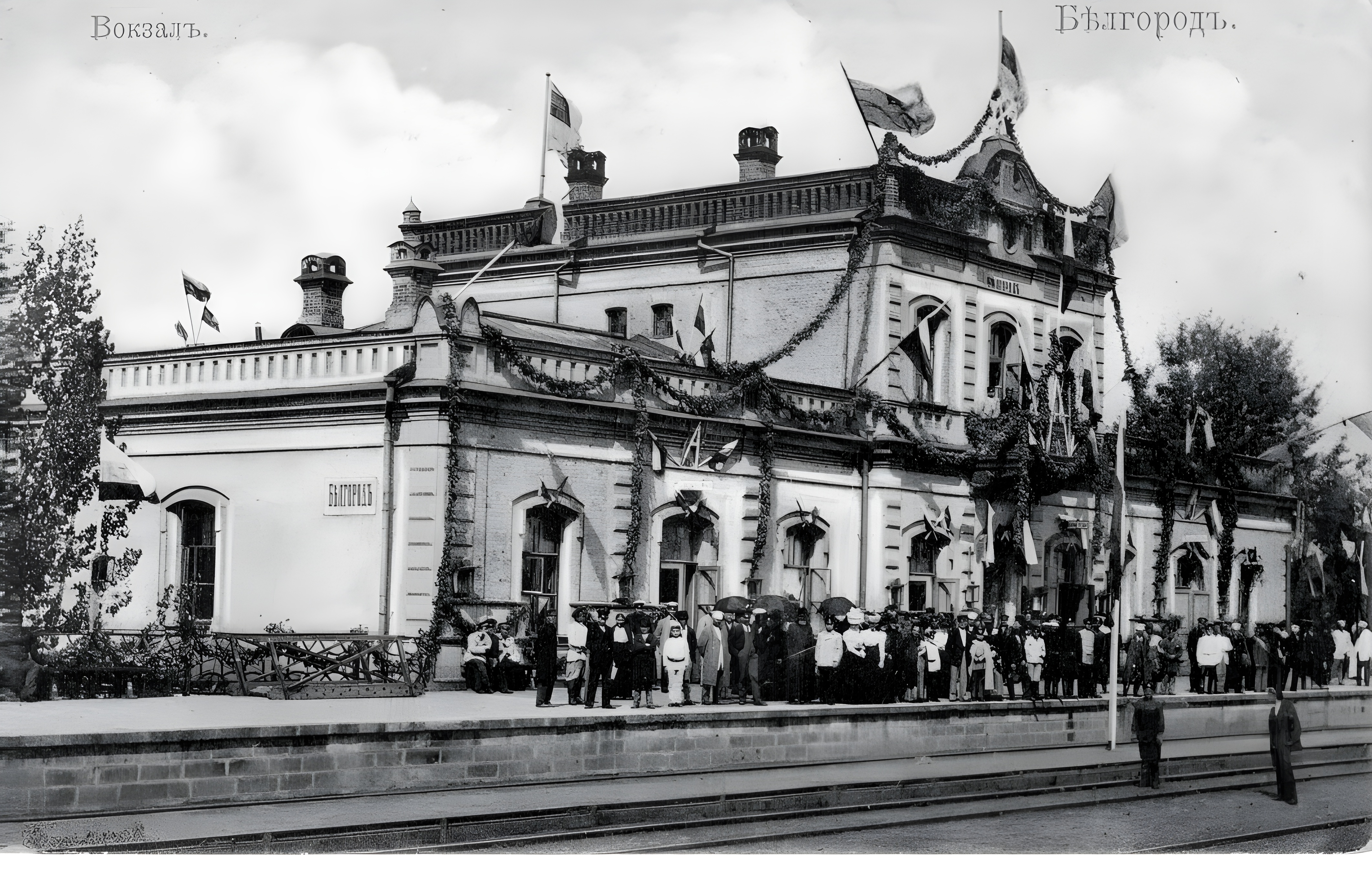
Вид на железнодорожный вокзал Белгорода. 1910

Белгород возник на Северском городище, расположенном на меловой горе вблизи впадения реки Везелицы в Северский Донец. По результатам исследований П. И. Засурцева и А. В. Никитина напластования городища, предшествовавшего Белгородской крепости, были отнесены к роменской археологической культуре, присущей летописным северянам. Современные учёные (в частности, А. Г. Дьяченко и Г. Е. Свистун) считают данную атрибуцию ошибочной: обнаруженные археологами фрагменты лепной керамики относятся к бронзовому веку (культуры многоваликовой керамики и бондарихинская) и раннему Средневековью (салтово-маяцкая культура). Таким образом, первоначальное заселение места будущей крепости произошло примерно в XVII—XV веках до н. э. Крепость, известная впоследствии как Северское городище, была возведена в период господства в регионе Хазарского каганата (с середины VIII по начало X века). Помимо ряда находок, об этом свидетельствуют материал и планировка крепостных сооружений.
В 1995 году городские власти отметили 1000-летний юбилей Белгорода, основываясь на публикациях краеведа Ю. Н. Шмелёва. Тот вслед за историками XVIII века отождествил Белгород с хазарской Белой Вежей. При этом на нынешний областной центр Шмелёв переносил характеристики одноимённого древнего города — Белгорода-Киевского (вплоть до утверждений, что именно здесь была заложена первая на Руси церковь). В подтверждение существования домонгольского Белгорода на Северском Донце приводилось письмо академика Б. А. Рыбакова первому секретарю Белгородского горкома КПСС В. И. Путивцеву. В местных изданиях конца 1990-х годов (к примеру, в справочнике «Белгородская область. Административно-территориальное деление» и «Белгородской энциклопедии») датой основания Белгорода назывался 993 год (с оговоркой, что «научное изучение истории Белгорода X—XV вв. до настоящего времени не осуществлено»).

Согласно принятой большинством историков точке зрения, город Белгород был заложен по указу царя Фёдора Иоанновича 11 (21) сентября 1596 года как пограничная крепость, центр Белгородского воеводства и Белгородского разряда.
Со ссылкой на летописи в описании городских поселений Российской империи указано, что воеводы князья Михаил Ноздреватый и Андрей Волконский, по указанию царя Федора Иоановича в 1593 году поставили города Белгород и Оскол. По всей вероятности, какая-то небольшая крепость на месте современного Белгорода существовала и до 1593 года. Её неоднократно сжигали при набегах крымские татары, и поэтому по указу царя Федора Ивановича она была отстроена заново. С этого времени Белгород стал главным городом 800-километровой оборонной линии вплоть до присоединения Крымского ханства.

### Русское царство
В 1612 году Белгородская крепость была взята, разграблена и сожжена польско-литовским войском. Чтобы улучшить защиту и водоснабжение крепости, московское правительство решило восстановить её на новом месте — на левом низком берегу Северского Донца.
В 1633 и 1634 годах во время Смоленской войны Белгород дважды осаждался запорожскими казаками во главе с полковником Яковом Острянином. Оба раза их войско численностью от 5 до 7 тысяч человек после кровопролитных штурмов и в результате смелых вылазок гарнизона было вынуждено отступить, хотя при второй осаде им удалось сжечь большой острог, примыкавший к детинцу.
В связи со строительством оборонительных сооружений Белгородской черты в 1646 году было принято решение о переносе крепости на правый берег Северского Донца у реки Везеницы (Везелица или Везёлка) — центральная часть нынешнего Белгорода.
С 1658 года Белгород являлся главным городом Белгородской черты. В этом же году формируется Белгородский полк — крупное постоянное военное соединение, включавшее в себя все вооружённые силы на Белгородской черте и подчинявшееся Белгородскому воеводе. Формирование Белгородского полка представляло собой образование крупного военно-административного округа — Белгородского разряда, который просуществовал до начала XVIII века. В начале XVIII века, после присоединения к России Новороссийского края и строительства Украинской оборонительной линии, стратегическое значение Белгорода значительно уменьшилось.
18 (29) декабря 1708 при разделении Российской империи на восемь губерний Белгород, помимо других 5818 городов, стал центром Белгородской провинции Киевской губернии.

### Российская империя
С 1 (12) марта 1727 года до 23 мая (3 июня) 1779 года город был центром Белгородской губернии, в которую входили такие города, как Орёл и Харьков (последний — только до 1765 года и только в гражданском управлении, так как сам являлся административным центром Слободских полков). После упразднения губернии Белгород становится уездным городом Курской губернии.
После принятия «Решительных пунктов» в 1728 эти земли стали активно заселяться украинцами Гетманщины, как отмечает Андрей Краснов:
Чѣмъ ближе подъѣзжалъ я къ Белгороду, тѣмъ рѣзче сказывалась разница въ небѣ и солнцѣ, во всей природѣ сѣвера и юга. Здѣсь вы покидаете Великороссію, вступаете, если не въ Малороссію, то въ область съ нею родственную и по природѣ и по населеію.
Со строительством железных дорог Курск — Харьков, Белгород — Волчанск и Белгород — Сумы расширились связи города с промышленными центрами и соседними уездами. В XX столетие Белгород вступил как крупный железнодорожный узел.

### Во время Гражданской войны

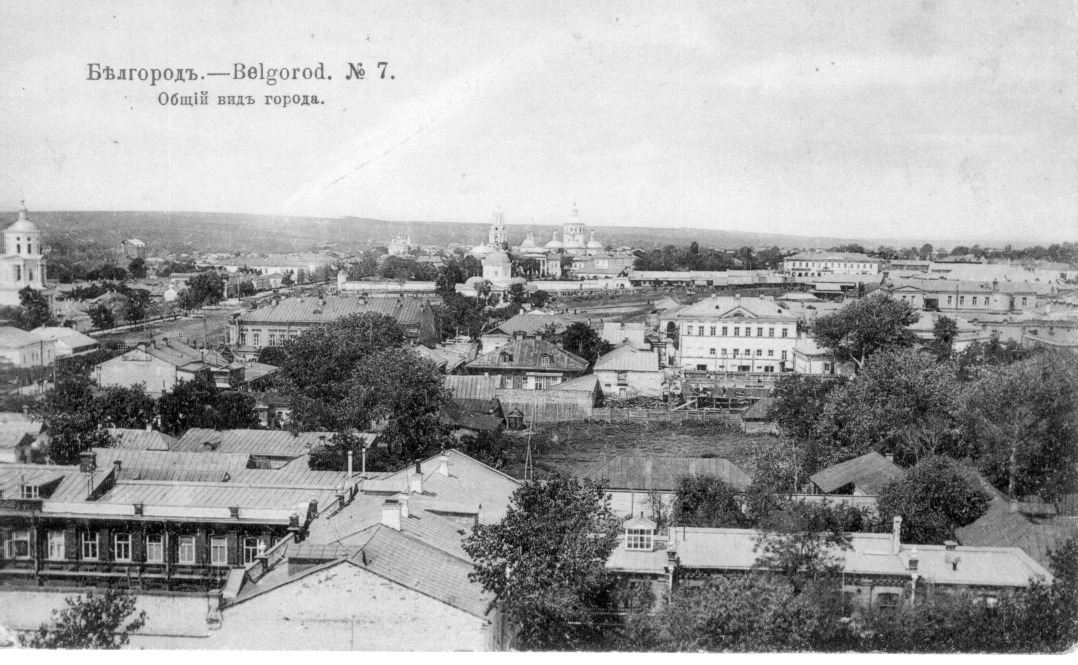
Общий вид Белгорода начала XX века

Белгород был занят большевиками 26 октября (8 ноября) 1917 года. 11 апреля 1918 года город был взят силами Украинской Народной Республики. После заключения Брестского мира появилась разграничительная 20-километровая нейтральная полоса между Белгородом и Курском, в принятом 6 марта 1918 года законе о новом административно-территориальном делении Украины Белгородчина отмечена как составная часть Харьковской губернии Украинского государства с центром в городе Славянске до 29 апреля 1918 года, когда было возвращено старое губернское деление времён Российской империи.

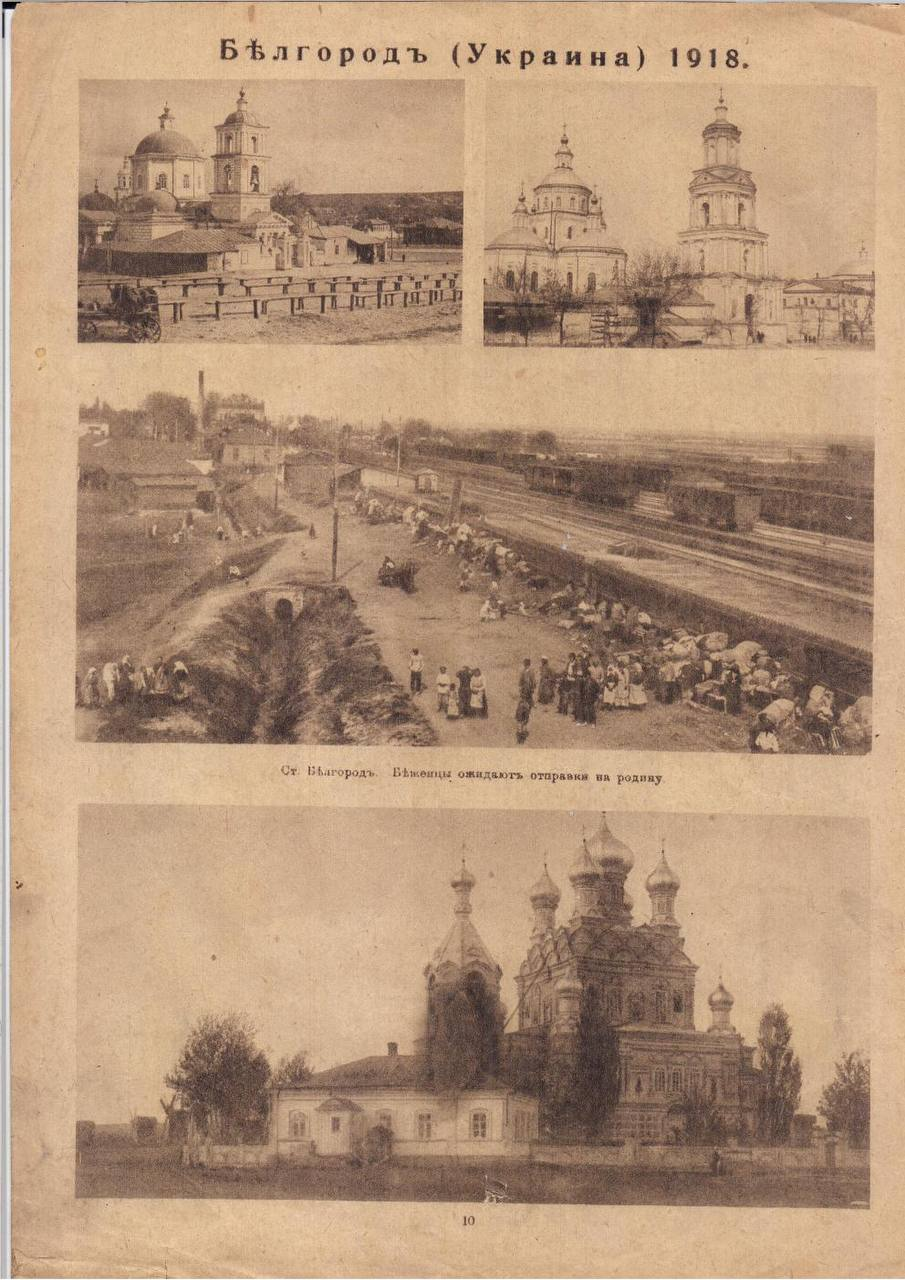
Город в 1918 году

20 декабря 1918 года, после свержения Скоропадского, занят Красной Армией. С 24 декабря 1918 года по 7 января 1919 года в Белгороде размещалось Временное рабоче-крестьянское правительство Украины под руководством Г. Л. Пятакова. Город был временной столицей Украины. С 23 июня по 7 декабря 1919 года город был занят Добровольческой армией, входил в состав белого Юга России.

### СССР
14 мая 1928 года, в связи с введением в стране нового административного деления, ликвидирован Белгородский уезд и Курская губерния. Белгород становится центром Белгородского округа Центрально-Чернозёмной области. В 1930 году после ликвидации системы округов Белгород становится районным центром. С 13 июня 1934 года Белгород включён в состав новообразованной Курской области.
В годы сталинских репрессий на Белгородчине была прекращена политика украинизации, и с введением в СССР паспортной системы в 1932 году около 400 тысяч украинцев региона были записаны в официальной документации как русские (это было сделано на фоне массового голода 1932—1933, дабы, по мнению некоторых историков, подавить у людей волю к сопротивлению).
2 марта 1935 года Белгород выделен в самостоятельную административно-хозяйственную единицу с непосредственным подчинением его Курскому облисполкому.
Во время Великой Отечественной войны в окрестностях Белгорода шли кровопролитные бои. Город был дважды оккупирован немцами — с 24 октября 1941 года по 9 февраля 1943 года и с 18 марта по 5 августа 1943 года.
За годы войны город был сильно разрушен, погибла почти вся историческая застройка города, уцелело всего несколько десятков зданий. В честь освобождения Белгорода и Орла от немецких войск 5 августа 1943 года был дан салют в Москве. С тех пор Белгород является городом первого салюта, а 5 августа празднуется как день города.
В 1951 году первым главным архитектором города стал Мухин Леонид Павлович (1916—1987), а затем главным архитектором Белгородской области. По его проектам в разные годы были построены учебно-лабораторный корпус строительного техникума, учебно-лабораторный корпус индустриального техникума и многие другие объекты.
Л. Мухин совместно с московским скульптором А. Тенета является автором памятников танкисту старшему лейтенанту А. И. Попову и генерал-майору М. П. Лебедю. Бюсты были установлены в Белгороде в 1957 году в память о героях, которые погибли при освобождении города.
26 апреля 1954 года город стал административным центром новообразованной Белгородской области. С этих времён начинается бурное развитие города как областного центра.
Во второй половине 1950-х годов меловые разработки уничтожили остатки первой Белгородской крепости, ещё сохранявшиеся на высоком береговом мысе правого берега Северского Донца. Тогда же навсегда исчез уникальный древнейший кремль Белгорода.

### XXI век
Белгород XXI века — город с развитой инфраструктурой, научный, культурный, экономический и духовный центр Центрально-Чернозёмного района России. Белгород неоднократно занимал первое место по чистоте и благоустроенности среди городов России с населением от 100 до 500 тыс. человек.
Вторжение России на Украину
1 апреля 2022 года во время российского вторжения на Украину два украинских ударных вертолёта Ми-24 нанесли удар по нефтебазе, расположенной в городе, вследствие чего на нефтебазе возник пожар.
3 июля 2022 года по Белгороду были нанесены удары с украинской стороны. Ракеты были сбиты системой ПВО. По мнению украинского телеграм-канала Ukraine Weapons Tracker, именно её обломки упали на жилой квартал на улице Маяковского и взорвались. В результате взрыва погибло четыре человека, ещё четыре получили ранения. По предположению Conflict Intelligence Team, целью украинской атаки могли быть военные объекты и объекты нефтяной инфраструктуры. Было повреждено 70 домов, 13 из них подлежат сносу.
20 апреля 2023 года в центральной части Белгорода взорвалась авиабомба, которую сбросил на город российский военный самолёт Су-34. В министерстве обороны России назвали случившееся «нештатным сходом авиационного боеприпаса». В результате взрыва были повреждены жилые строения.
30 декабря 2023 года город подвергся мощному ракетному обстрелу со стороны ВСУ, который расценивают[кто?] как самый массированный с момента начала войны. Несколько взрывов раздалось в центре и на окраинах города. Несмотря на заявления украинского руководства о том, что атаке будут подвергаться лишь военные объекты, один из ударов пришёлся на каток, где были дети. Погибли 25 человек, среди них 3 ребёнка, 109 человек было ранено, в том числе 17 детей. Российская сторона обратилась в Совет Безопасности ООН с просьбой «немедленно отреагировать на обстрел ВСУ гражданского населения», возбуждено уголовное дело[кем?].
15 февраля 2024 года в результате очередного ракетного обстрела в городе погибло 7 и было ранено 20 мирных жителей.
12 мая 2024 года в результате взрыва произошло разрушение подъезда десятиэтажного жилого дома, погибло 17 человек. Минобороны России обвиняет во взрыве Вооруженные силы Украины. Независимые эксперты опровергают эту версию.

## География

### Физико-географическое положение
Белгород расположен на южной окраине Среднерусской возвышенности, на левом и правом берегах реки Северский Донец на расстоянии около 700 километров к югу от Москвы, в 42 км от границы с Украиной. Ближайший город Украины — Волчанск (43 км). Пролегает с севера на юг, и с запада на восток, образуя на карте прямоугольник слегка вытянутый по сторонам света.
| С-З | Брянск ~ 329 / ~ 432 · Витебск ~ 673 / ~ 804 · Минск ~ 721 / ~ 879 · Санкт-Петербург ~ 1110 / ~ 1371 | Курск ~ 124 / ~ 143 · Москва ~ 579 / ~ 673 · Архангельск ~ 1560 / ~ 1928 · Мурманск ~ 2050 / ~ 2580                       | Воронеж ~ 216 / ~ 276 · Нижний Новгород ~ 806 / ~ 993 · Казань ~ 1010 / ~ 1342 · Пермь ~ 1520 / ~ 1894   | С-В |
| З   | Сумы ~ 125 / ~ 155 · Киев ~ 430 / ~ 568 · Варшава ~ 1100 / ~ 1350 · Прага ~ 1570 / ~ 1862            | Роза ветров | Саратов ~ 673 / ~ 786 · Челябинск ~ 1730 / ~ 2059 · Астана ~ 2430 / ~ 3065 · Владивосток ~ 6800 / ~ 9498 | В   |
| Ю-З | Харьков ~ 71 / ~ 76 · Одесса ~ 635 / ~ 777 · Кишинёв ~ 698 / ~ 803 · Бухарест ~ 1040 / ~ 1267        | Луганск ~ 298 / ~ 423 · Ростов-на-Дону ~ 437 / ~ 733 · Симферополь /Россия/Украина ~ 655 / ~ 744 · Анкара ~ 1220 / ~ 1555 | Волгоград ~ 610 / ~ 844 · Элиста ~ 742 / ~ 1027 · Астрахань ~ 965 / ~ 1278 · Ашхабад ~ 2220 / ~ 2803     | Ю-В |

### Климат
Климат Белгорода умеренно континентальный, с жарким сухим летом и изменчивой прохладной зимой.
Зима умеренноморозная, часто бывают оттепели, сопровождающиеся дождями (особенно в декабре), также довольно часто бывают понижения температуры ниже −20 °C, которые могут продолжаться до недели и более. Лето тёплое, в отдельные годы — дождливое или засушливое. Осень мягкая и дождливая. Белгородское водохранилище покрывается льдом в конце ноября — начале декабря, весенний же ледоход длится с марта по апрель.
- Среднегодовая температура воздуха: + 7,7 °C
- Среднегодовая влажность воздуха: 76 %
- Среднегодовая скорость ветра: 5-7 м/с
- Среднегодовое количество осадков 480—550 мм, в основном летом.

| Показатель                          | Янв.  | Фев.  | Март  | Апр. | Май  | Июнь | Июль | Авг. | Сен. | Окт. | Нояб. | Дек.  | Год   |
| ----------------------------------- | ----- | ----- | ----- | ---- | ---- | ---- | ---- | ---- | ---- | ---- | ----- | ----- | ----- |
| Абсолютный максимум, °C             | 6,6   | 12,3  | 19,4  | 25,6 | 34,4 | 36,2 | 38,9 | 39,0 | 33,5 | 27,6 | 17,4  | 8,9   | 39,0  |
| Средний суточный максимум, °C       | −3    | −2,9  | 2,8   | 13,2 | 20,5 | 23,9 | 26,0 | 25,2 | 18,6 | 11,1 | 1,9   | −2,6  | 11,3  |
| Средняя температура, °C             | −6,1  | −6,1  | −0,4  | 8,9  | 15,5 | 19,4 | 21,8 | 21,2 | 15,1 | 8,0  | −0,4  | −5,6  | 7,7   |
| Средний суточный минимум, °C        | −10   | −9,9  | −4    | 4,0  | 9,7  | 14,1 | 16,8 | 16,3 | 10,9 | 4,7  | −2,8  | −9    | 3,5   |
| Абсолютный минимум, °C              | −34,5 | −29,7 | −31,1 | −9,7 | −3,1 | 2,9  | 8,7  | 7,1  | −2,5 | −6,2 | −21   | −32,1 | −34,5 |
| Норма осадков, мм                   | 52    | 40    | 36    | 46   | 48   | 67   | 72   | 53   | 49   | 40   | 52    | 50    | 605   |
| Источник: worldweather.org (осадки) |       |       |       |      |      |      |      |      |      |      |       |       |       |

| Показатель                                                   | Янв.  | Фев.  | Март  | Апр. | Май  | Июнь | Июль | Авг. | Сен. | Окт. | Нояб. | Дек.  | Год   |
| ------------------------------------------------------------ | ----- | ----- | ----- | ---- | ---- | ---- | ---- | ---- | ---- | ---- | ----- | ----- | ----- |
| Абсолютный максимум, °C                                      | 5,9   | 6,9   | 20,0  | 28,8 | 32,4 | 36,2 | 37,9 | 39,0 | 32,6 | 23,7 | 17,5  | 10,7  | 39,0  |
| Средний суточный максимум, °C                                | −4,4  | −2,3  | 3,8   | 14,8 | 22,4 | 25,5 | 27,6 | 26,9 | 20,3 | 11,1 | 4,3   | −0,9  | 12,4  |
| Средняя температура, °C                                      | −6,8  | −5    | 0,0   | 9,5  | 16,7 | 19,9 | 21,9 | 21,0 | 15,0 | 7,0  | 1,8   | −2,9  | 8,2   |
| Средний суточный минимум, °C                                 | −9,2  | −7,6  | −3,4  | 4,5  | 11,1 | 14,6 | 16,5 | 15,3 | 10,1 | 3,4  | −0,6  | −5    | 4,1   |
| Абсолютный минимум, °C                                       | −29,4 | −26,3 | −18,8 | −5,5 | 1,6  | 3,8  | 7,6  | 5,9  | −0,4 | −10  | −15,8 | −28,4 | −29,4 |
| Норма осадков, мм                                            | 42    | 31    | 35    | 28   | 49   | 46   | 65   | 40   | 35   | 45   | 43    | 64    | 523   |
| Средняя влажность, %                                         | 88    | 84    | 76    | 59   | 59   | 60   | 62   | 58   | 65   | 76   | 85    | 90    | 72    |
| Средняя скорость ветра, м/с                                  | 4,4   | 4,4   | 4,5   | 4,3  | 3,8  | 3,8  | 3,6  | 3,6  | 3,8  | 3,8  | 4,2   | 4,7   | 4,1   |
| Источник: Погода и Климат (компиляция данных с метеостанции) |       |       |       |      |      |      |      |      |      |      |       |       |       |

| Максимальная и минимальная среднемесячная температура за период 1999—2018 гг. | Максимальная и минимальная среднемесячная температура за период 1999—2018 гг. | Максимальная и минимальная среднемесячная температура за период 1999—2018 гг. | Максимальная и минимальная среднемесячная температура за период 1999—2018 гг. | Максимальная и минимальная среднемесячная температура за период 1999—2018 гг. | Максимальная и минимальная среднемесячная температура за период 1999—2018 гг. | Максимальная и минимальная среднемесячная температура за период 1999—2018 гг. | Максимальная и минимальная среднемесячная температура за период 1999—2018 гг. | Максимальная и минимальная среднемесячная температура за период 1999—2018 гг. | Максимальная и минимальная среднемесячная температура за период 1999—2018 гг. | Максимальная и минимальная среднемесячная температура за период 1999—2018 гг. | Максимальная и минимальная среднемесячная температура за период 1999—2018 гг. | Максимальная и минимальная среднемесячная температура за период 1999—2018 гг. | Максимальная и минимальная среднемесячная температура за период 1999—2018 гг. |
| Месяц                                                                         | Янв                                                                           | Фев                                                                           | Мар                                                                           | Апр                                                                           | Май                                                                           | Июн                                                                           | Июл                                                                           | Авг                                                                           | Сен                                                                           | Окт                                                                           | Ноя                                                                           | Дек                                                                           | Год                                                                           |
| Самый тёплый, °C                                                              | −0,3                                                                          | 1,0                                                                           | 4,1                                                                           | 12,8                                                                          | 19,9                                                                          | 22,3                                                                          | 25,3                                                                          | 25,3                                                                          | 17,8                                                                          | 9,9                                                                           | 6,9                                                                           | 1,8                                                                           | 8,8                                                                           |
| Самый холодный, °C                                                            | −12,1                                                                         | −11,3                                                                         | −5,1                                                                          | 5,5                                                                           | 11,4                                                                          | 15,2                                                                          | 19,1                                                                          | 17,9                                                                          | 11,6                                                                          | 4,8                                                                           | −2,6                                                                          | −11,4                                                                         | 6,4                                                                           |
| ----------------------------------------------------------------------------- | ----------------------------------------------------------------------------- | ----------------------------------------------------------------------------- | ----------------------------------------------------------------------------- | ----------------------------------------------------------------------------- | ----------------------------------------------------------------------------- | ----------------------------------------------------------------------------- | ----------------------------------------------------------------------------- | ----------------------------------------------------------------------------- | ----------------------------------------------------------------------------- | ----------------------------------------------------------------------------- | ----------------------------------------------------------------------------- | ----------------------------------------------------------------------------- | ----------------------------------------------------------------------------- |

### Часовой пояс
Белгород находится в часовой зоне МСК (московское время). Смещение применяемого времени относительно UTC составляет +3:00.
В соответствии с применяемым временем и географической долготой, средний солнечный полдень в Белгороде наступает в 12:34.

### Гидрология
По территории города Белгорода протекают реки Северский Донец, Везёлка, Разумная, Гостенка и Нижегородка. Экологическое состояние рек города оценивается как удовлетворительное, этому способствует благоустройство городских пляжей, работы по санитарной уборке акватории рек и санитарной очистке их водоохранных зон. В городе начинается Белгородское водохранилище. Полный объём водохранилища — 76 млн м³, в черте города — 4 млн м³. Площадь зеркала Белгородского водохранилища в городской черте — 199,74 га.
В долине реки Северский Донец разведаны уникальные хлоридно-натриевые воды, которые приурочены к известнякам каменноугольного возраста и породам архей-протерозоя. Воды архей-протерозойского возраста с минерализацией 30-31 г/дм³ предназначены для использования в бальнеологических целях в виде ванн. Воды с минерализацией 4,5-7,0 г/дм³ хлоридно-натриевого состава приурочены к известнякам карбона и рекомендуются к использованию в качестве столовых лечебно-питьевых.

### Рельеф
Город расположен в основном на территории двух склонов (Харьковской горы, за которой были устроены в конце XVI века главные сторожевые курганы, и бывшей Меловой/Белой горы) с севера и юга, спускающихся к пойме реки Везёлка в месте её слияния с рекой Северский Донец. Склоны третьей горы (условно называемой «Западной») в настоящее время застроены примерно на треть. Кроме того, город занимает пойменную территорию на левом берегу Северского Донца. Рельеф территории города эрозионного происхождения, представляет собой наклонённую с севера на юг всхолмлённую равнину, в целом приподнятую почти на 200 метров над уровнем моря.

### Геология
Полезные ископаемые
В настоящее время на территории города Белгорода известны два месторождения писчего мела кампанского яруса меловой системы: Зелёная Поляна и Стрелецкое.
Месторождение Зелёная Поляна разведано в 1979—1981 годах, расположено в северной части города между авторынком на ул. Студенческая и кладбищем в Ячнево. Мощность полезной толщи колеблется от 17,6 до 26,0 м, в среднем 21,7 м.
Меловые отложения перекрываются палеоген-неогеновыми и четвертичными породами, отнесёнными к породам вскрыши:
- глауконит-кварцевые тонкозернистые пески каневской свиты мощностью 0,5—11,8 м;
- кварцевые тонко-мелкозернистые пески бучакской свиты мощностью 1,5—8,0 м, в среднем 5,6 м;
- глины киевской свиты мощностью 2,1—19,4 м;
- глауконит-кварцевые глинистые (до состояния суглинка) тонкозернистые пески харьковской свиты мощностью 1,2—3,6 м;
- глины красно-бурого цвета неогена с прослоями и линзами глинистых песков вскрытой мощностью 1,3—7,7 м;
- четвертичные отложения представлены покровными суглинками, вскрытая мощность 1,3—5,6 м;
- осовремененные отложения представлены почвенно-растительным слоем мощностью 0,4—1,1 м.

Средняя мощность вскрышных пород в контуре подсчёта белого писчего мела составляет 26,7 м. Запасы мела, пригодного для производства строительной воздушной извести, — 27 803 тыс. тонн; запасы песка для производства кирпича — 4829 тыс. м3.
Стрелецкое месторождение мела расположено в западной части города Белгорода — Стрелецкое, 2-й переулок Декабристов, 15.

Пластообразная залежь мела Стрелецкого месторождения в плане имеет прямоугольную форму, вытянутую в северо-западном направлении на восточном борту балки Палкин Лог, средняя мощность в контуре подсчёта запасов — 12,0 м.
Писчий мел перекрывается суглинками железногорского почвенно-лёссового комплекса и почвенно-растительным слоем, относимым к породам вскрыши при отработке полезной толщи открытым способом — карьером. Мощность их изменяется от 0,8 до 3,0 м, составляет в среднем 1,1 м, в том числе почвенно-растительного слоя от 0,0 до 1,2 м, в среднем 1,3 м. Запасы мела Стрелецкого месторождения равны 860 тыс. т. Объём вскрышных пород по месторождению составляет 52 тыс. м3, в том числе почвенно-растительного слоя 14 тыс. м3.

### Природа
Белгород находится в лесостепной полосе, в чернозёмной зоне. В черте города расположены хвойные и лиственные лесные урочища общей площадью 1495 га. На левом берегу водохранилища расположены рукотворные сосновые боры — лесные урочища «Сосновка» и «Пески», правый высокий берег покрыт нагорной дубравой — лесным урочищем «Массив». Ежегодно на территории города высаживается порядка 30 тысяч древесно-кустарниковых пород и более трёх миллионов цветов. Площадь зелёных насаждений на одного жителя города достигает 19 м².

### Экология
Одним из основных направлений повышения экологической безопасности города определён переход к экономическим методам управления охраной окружающей среды, предполагающим возмещение экологического ущерба, нанесённого в результате загрязнения городской среды. Ежегодно проводится работа по возмещению ущерба зелёному фонду города — поступления в бюджет городского округа составляют более 600 тысяч рублей. Также бюджет города ежегодно пополняется более чем на 13 миллионов рублей за счёт экологических платежей за выбросы и сбросы загрязняющих веществ, размещение отходов и другие виды вредного воздействия на окружающую среду. Платежи за загрязнение окружающей среды служат экономическому стимулированию организаций и других источников загрязнения в сокращении вредного воздействия на окружающую природную среду и здоровье горожан.

## Административное устройство
Белгород в рамках административно-территориального устройства Белгородской области является городом областного значения, в рамках организации местного самоуправления (муниципального устройства) — образует муниципальное образование город Белгород со статусом городского округа как единственный населённый пункт в его составе.

### Административное деление
Белгород разделён на два округа: Восточный и Западный.
До 1993 года округа назывались районами: Свердловский и Октябрьский, соответственно.
В городе также создано 27 советов городских территорий, представляющих собой органы самоуправления внутригородских территорий, возглавляемых депутатами Совета депутатов города Белгорода:
1. Спутник
2. Есенинская
3. Будённовская
4. Славянская
5. Красноармейская
6. Спортивная
7. Губкинская
8. Архиерейская
9. Космос
10. 5 августа
11. Ботанический сад
12. Центральная
13. Сумская
14. Мичуринская
15. Гагаринская
16. Кутузовская
17. Аэропорт
18. Черёмушки
19. Студенческая
20. Старогородская
21. Народная
22. Савино
23. Крейда
24. Гражданская
25. Донецкая
26. Шуховская
27. Шумиловская

### Органы власти
Структуру органов местного самоуправления города Белгорода составляют:
- Белгородский городской Совет — представительный орган;
- председатель Белгородского городского Совета;
- администрация города Белгорода — исполнительно-распорядительный орган;
- Контрольно-счётная палата города Белгорода — контрольно-счётный орган.

#### Администрация
В 2007 году администрация города Белгорода, представляя программу «От благоустройства к благополучию» в номинации «Экологическая политика», стала лауреатом I степени национальной экологической премии «ЭкоМир», учреждённой Высшим экологическим советом Российской Федерации.

#### Главы города
Председатели горисполкома
- 1936—1937 Захаров Пётр Петрович
- 1973—1986 Савотченко Евгений Николаевич[62]
- 1986—1992 Кобяков Станислав Тимофеевич[63]

Первые секретари горкома и ВКП(б)
- 1951—1956 Василий Гаврилович Кобзев
- 1956—1962; 1964—1970 Александр Петрович Ломовцев
- 1970—1982 Владимир Игнатьевич Путивцев

Главы администрации
- 1992—1994 Юрий Иванович Селивёрстов
- 1994—2001 Георгий Георгиевич Голиков
- 2002—2011 Василий Николаевич Потрясаев
- 2011—2015 Сергей Андреевич Боженов
- 2015—2019 Константин Алексеевич Полежаев
- 2019—2021 Юрий Владимирович Галдун
- 2021—2022 Антон Александрович Иванов
- 2023 — н. в. Валентин Валентинович Демидов

В декабре 2009 года мэр Белгорода Василий Николаевич Потрясаев занял 2-е место в номинации «Лучший глава местной администрации» на ежегодном конкурсе «Лучшее муниципальное образование».

## Планировка и архитектура
Планировочная структура отдельных районов города складывалась индивидуально под влиянием исторического развития города и естественного ландшафта. Основные меридиональные направления: проспект Богдана Хмельницкого, улицы Красноармейская — Магистральная, Щорса, Корочанская и Волчанская и основные широтные направления: улицы Сумская, Губкина — Михайловское шоссе — улицы Макаренко и Константина Заслонова имеют внешние выходы, вдоль которых исторически разместилась усадебная застройка (бывшие слободы, вошедшие в состав города). Вдоль западной границы города проходит федеральная автодорога Москва — Симферополь («Крым»). Большие территории в черте города заняты карьерами строительных материалов, непосредственно связанных с промышленными предприятиями.
Сложившаяся сеть основных линий железных дорог и долина р. Северский Донец делят территорию города на отдельные планировочные районы, условно названные Центральный, Южный, Западный и Восточный, а районы, насыщенные промышленными предприятиями и коммунально-складскими организациями, в западной и восточной частях города условно названы Западной и Восточной промышленными зонами.

### Центральный планировочный район
В центральной части города сохранилась историческая сетка улиц с небольшими прямоугольными кварталами (150 × 250 м), застроенными двух-, трёх-, четырёх- и пятиэтажными зданиями жилой и общественной застройки. В последние годы здесь построены жилые дома повышенной этажности (9—18 этажей), а также офисные корпуса коммерческих и муниципальных зданий, контрастирующие с историческими объектами и памятниками архитектуры. Севернее исторической части города в 1950—1960-е годы появились микрорайоны многоэтажной застройки (4- и 5-этажной).

### Южный планировочный район
В 1970—1980-е годы основное жилищное строительство в городе осуществлялось в южной части — на Харьковской горе. Здесь строились микрорайоны 5-9-этажных зданий, также был построен общественный центр этого района. Планировочное решение более свободное, чем в исторической части города, очертания микрорайонов примерно отвечают характеру рельефа. С конца XX века в южном планировочном районе ведётся основное многоэтажное жилищное строительство: построены микрорайоны «Луч», «Предзаводской», «Молодёжный», «11», «Новый-2», «Тальвег», квартал по улице Шаландина.

### Западный планировочный район
Планировочная структура Западного района, предложенная в генеральном плане, максимально учитывает сложный рельеф «Западной» горы (заовраженность и достаточно крутые склоны). Система транспортных магистралей обеспечивает хорошие связи района с общегородским центром и другими районами, а также с Западной и Восточной промышленными зонами и общегородской рекреационной зоной. Общественный центр района расположен на самых высоких отметках и композиционно обращён к историческому центру города. Западный планировочный район — самый лучший в экологическом отношении район города.

### Восточный планировочный район
Планировка восточной части территории Белгорода, так называемого «Старого города» (на левом берегу Северского Донца), выполнена небольшими прямоугольными кварталами капитальной малоэтажной и усадебной застройки. Значительная часть района занята лесопарком «Сосновка» и учреждениями отдыха. На территории лесопарка планируется создание Мультипарка — всесезонной рекреационной зоны регионального значения. Площадь территории Мультипарка составляет 1230,5 га. Площадь земельных участков, планируемых для развития, составляет 308,4 га. В рамках разработки проекта планировки на территорию Мультипарка было выделено 23 земельных участка для развития площадью от 0,5 до 75 га.

### Общественный центр
Общественный центр города размещается, в основном, в исторической части Центрального планировочного района и развивается в южном и северном направлениях. Главная площадь города — Соборная площадь, главная улица — Гражданский проспект, главное пешеходное направление — Народный бульвар. В северном направлении общественный центр города развивается в кварталах параллельно проспекту Богдана Хмельницкого. В южном направлении городской общественный центр постепенно спускается к долине реки Везёлки и далее через пешеходный мост общественный центр поднимается на Харьковскую гору, а дальше к общественному центру южной части города. В центральной части города на реке Везёлка закончено обустройство набережной.

## Население
| 1626     | 1801     | 1856     | 1862     | 1890     | 1897     | 1913     | 1923     | 1926     | 1931     | 1939     |
| -------- | -------- | -------- | -------- | -------- | -------- | -------- | -------- | -------- | -------- | -------- |
| 5000     | ↘3462    | ↗12 800  | ↘11 833  | ↗22 940  | ↗27 000  | ↗28 400  | ↘21 301  | ↗31 000  | ↘30 576  | ↗34 359  |
| 1959     | 1967     | 1970     | 1973     | 1975     | 1976     | 1979     | 1982     | 1985     | 1986     | 1987     |
| ↗72 278  | ↗129 000 | ↗151 336 | ↗187 000 | ↗215 000 | →215 000 | ↗239 814 | ↗262 000 | ↗281 000 | ↗283 000 | ↗293 000 |
| 1989     | 1990     | 1991     | 1992     | 1993     | 1994     | 1995     | 1996     | 1997     | 1998     | 1999     |
| ↗300 408 | ↗304 000 | ↗311 000 | ↗314 000 | ↗315 000 | ↗318 000 | ↗320 000 | ↗324 000 | ↗331 200 | ↗333 000 | ↗339 100 |
| 2000     | 2001     | 2002     | 2003     | 2004     | 2005     | 2006     | 2007     | 2008     | 2009     | 2010     |
| ↗342 000 | →342 000 | ↘337 030 | ↗338 000 | ↗338 600 | ↗340 900 | ↗344 200 | ↗348 200 | ↗353 100 | ↗358 286 | ↘356 402 |
| 2011     | 2012     | 2013     | 2014     | 2015     | 2016     | 2017     | 2018     | 2019     | 2020     | 2021     |
| ↘356 400 | ↗366 110 | ↗373 528 | ↗379 508 | ↗384 425 | ↗387 090 | ↗391 135 | ↗391 554 | ↗392 426 | ↗394 142 | ↘339 978 |
| 2023     | 2024     | 2025     |          |          |          |          |          |          |          |          |
| ↘333 931 | ↘328 482 | ↘321 761 |          |          |          |          |          |          |          |          |

На 1 января 2025 года по численности населения город находился на 59-м месте из 1124 городов Российской Федерации.
В 1890 году население города составляло 22 940 человек, из них купцов — 1330 чел., мещан — 6050 чел.
В 2010 году в городе родилось 3903 ребёнка, что более чем на 10 % превысило показатели 2006 года. Показатели смертности населения — наименьшие среди всех субъектов России. Население города увеличивается с каждым годом за счёт мигрантов с севера России и бывших советских республик, также в последние годы отмечен естественный прирост населения.
В 2014 году за 11 месяцев в областном центре родилось 5179 человек. При этом было зарегистрировано 3716 смертей, что на 0,7 % меньше, чем за аналогичный период прошлого года. По заявлению заместителя главы администрации по социальной и внутренней политике Александра Гармашева, уменьшению смертности способствовало улучшение качества медицинского обслуживания населения, пропаганда здорового образа жизни и социальная поддержка нуждающихся.
Индекс рождаемости в Белгороде составляет 11,4 на тысячу населения.
Население в возрасте 14-30 лет составляет 29,7 %, средний возраст белгородца — 40 лет. Численность экономически активного населения — 194,6 тысячи человек.

### Национальный состав
По сведениям 2016 года, подавляющее число белгородцев — русские (94,1 %), на втором месте по численности — украинцы (3,4 %). Кроме того, имеются незначительные по численности меньшинства армян (0,5 %), белорусов (0,3 %) и татар (0,2 %).
По итогам переписи населения 2020 года проживали следующие национальности (национальности менее 0,1 % и другое см. в сноске к строке «Другие»):
| Национальность | Численность, чел. | Доля     |
| -------------- | ----------------- | -------- |
| Русские        | 174 787           | 51,41 %  |
| Украинцы       | 4109              | 1,21 %   |
| Армяне         | 644               | 0,19 %   |
| Татары         | 349               | 0,10 %   |
| Другие         | 160 089           | 47,09 %  |
| Итого          | 339 978           | 100,00 % |

### Язык
По данным переписи 1897 года:
| Язык                       | Численность, чел. | Доля     |
| -------------------------- | ----------------- | -------- |
| Русский («великорусский»)  | 24 149            | 90,91 %  |
| Украинский («малорусский») | 1 391             | 5,24 %   |
| Еврейский                  | 421               | 1,58 %   |
| Польский                   | 399               | 1,50 %   |
| Немецкий                   | 104               | 0,39 %   |
| Другие                     | 100               | 0,38 %   |
| Итого                      | 26 564            | 100,00 % |

В настоящее время официальным и основным языком города является русский.

### Белгородская агломерация

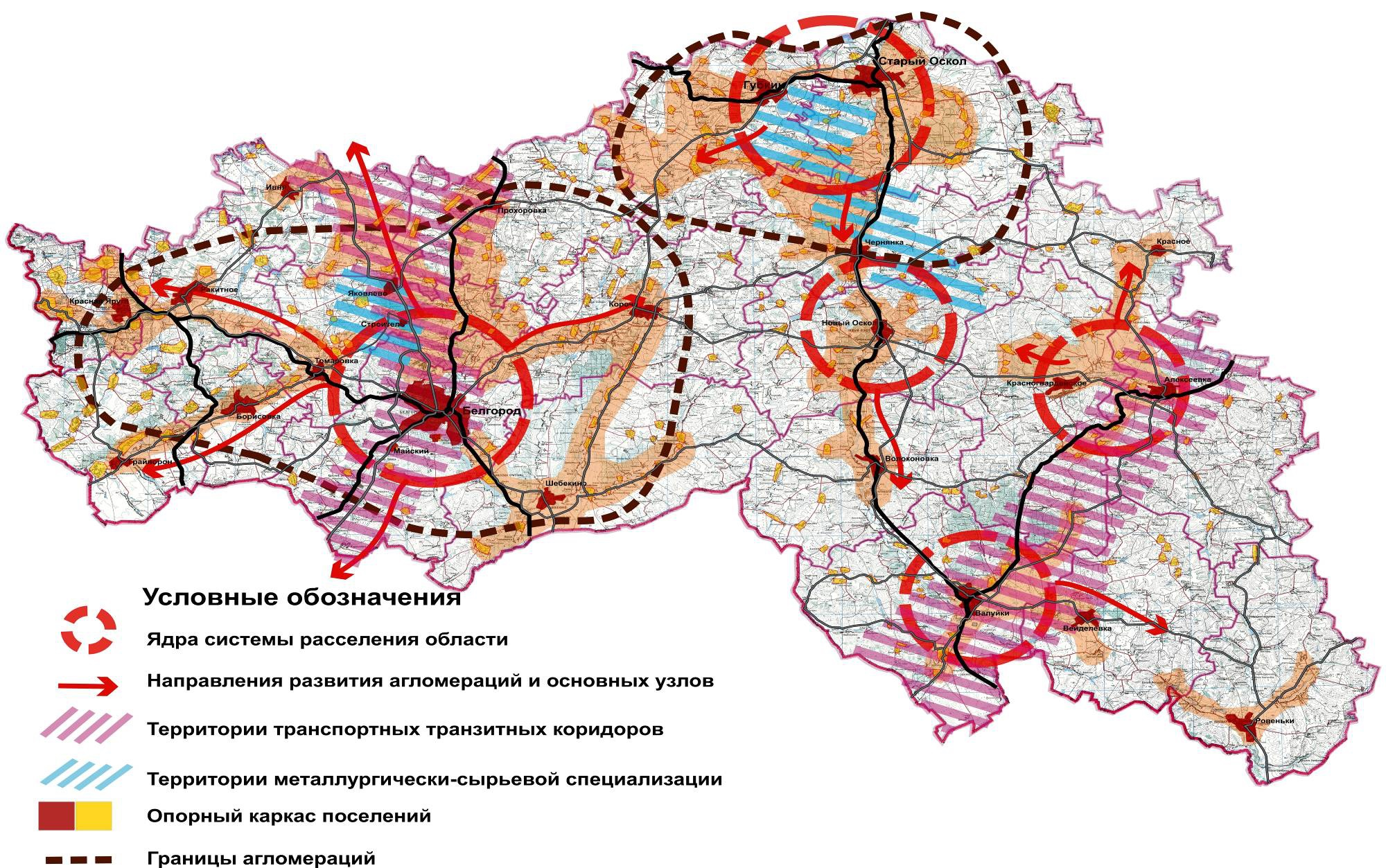
Белгородская агломерация на схеме Стратегии социально-экономического развития Белгородской области на период до 2025 года

Белгородская агломерация, кроме областного центра включает в себя населённые пункты ещё 5 районов: Белгородского, Корочанского, Шебекинского, Яковлевского, Борисовского. В том числе посёлки Северный, Разумное, Дубовое, Стрелецкое, Майский, Таврово и другие близлежащие населённые пункты, общее население агломерации составляет около 600 тысяч человек.
В радиусе 30 километров от города были сформированы участки под индивидуальное жилищное строительство, следствием этого стало то, что пригород и части муниципальных территорий стали спальными районами или пригородами Белгорода. Жители, переехавшие за город в индивидуальные дома, остались активными участниками экономической и социальной жизни Белгорода. В связи с этим, согласно исследованию Белгородского научно-исследовательского института градостроительства, ежедневно в город въезжают и выезжают из него около 93 000 человек. При этом наибольшая величина автомобильного потока отмечается в направлении города Харькова, села Дубовое и города Шебекино.
Белгородская агломерация прирастает со скоростью 8-10 тысяч человек в год. Этому способствует то, что ввод жилья в Белгородской агломерации — более 1,5 квадратных метров на одного жителя в год.
Удельный вес экономического потенциала Белгородской агломерации составляет около 41 процента от потенциала всей области.

## Экономика
Современный Белгород имеет мощную строительную индустрию, предприятия энергетического машиностроения, металлообработки и радиоэлектроники, развитую социальную и культурную инфраструктуру. Строительство новых торговых комплексов в городе позволило улучшить структуру занятости населения, наполнило рынок города новыми необходимыми товарами и услугами, пользующимися спросом у горожан. Средняя зарплата горожан в 2014 году составила 19 100 рублей и увеличилась по сравнению с 2006 годом на 57 %. Средняя зарплата в феврале 2021 года составила 40 148 рублей.
Главная стратегическая цель развития экономики и социальной сферы Белгорода — повышение качества жизни горожан. Стратегия развития Белгорода до 2025 года была утверждена решением городского Совета депутатов в 2007 году и основана на достижении двух приоритетных целей — формирование гражданского общества и повышение благосостояния белгородцев.

### Промышленность
В XIX веке основная промышленность — добыча мела, шерстомойни, переработка воска. Очень славились белгородские свечи. До середины XIX века Белгород был одним из главных центров торговли салом и напитками, содержащими алкоголь (так называемая «горилка»).
Согласно ЭСБЕ, в конце XIX века в городе был 41 завод.
В 2011 году объём отгружённых товаров собственного производства, выполненных работ и услуг собственными силами по обрабатывающим производствам составил 54,1 млрд рублей.
Индустрия города представлена предприятиями химической, фармацевтической, деревообрабатывающей, лёгкой, пищевой промышленности, машиностроения и производства строительных материалов. Продукция более 50 белгородских предприятий востребована за рубежом.
В Белгороде действует промышленный парк «Северный» (находится в северной части города) площадью более 24 га. В парке действует девять резидентов.
В городе функционирует более 250 крупных и средних предприятий, а общее количество всех предприятий — около 13000.

#### Машиностроение и металлообработка

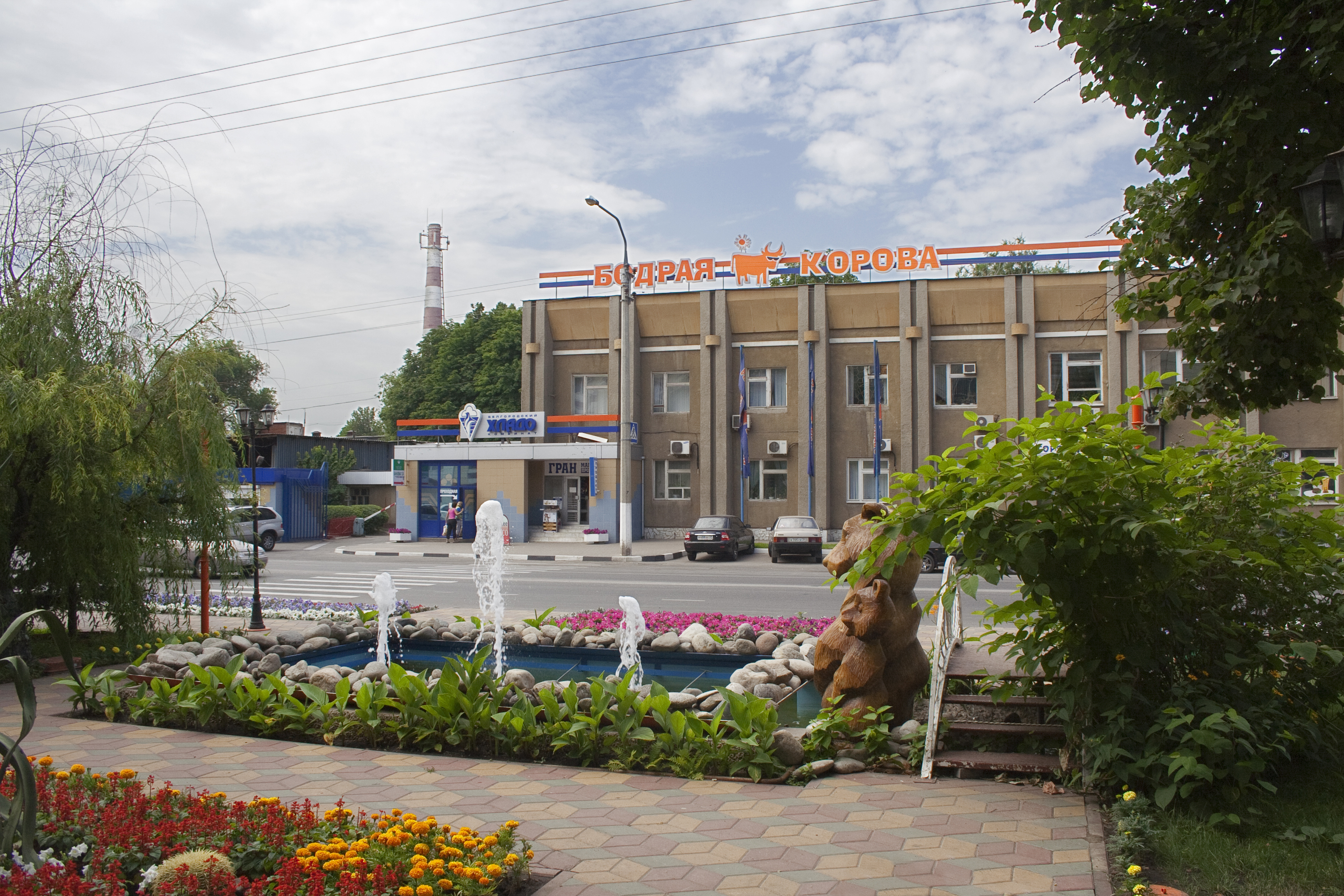
Белгородский хладокомбинат

Наиболее крупными промышленными предприятиями машиностроения и металлообработки являются ОАО «Белгородский завод горного машиностроения», ЗАО «Энергомаш», ОАО «Белгородский завод „Ритм“», ОАО «Белгородский механический завод», ОАО «Электромеханический завод».

#### Строительные материалы
Промышленность строительных материалов города представлена ОАО «Белгородский абразивный завод», ОАО «Белгородасбестоцемент», ОАО «Белгородский цемент», ООО «Корпорация ЖБК-1», ООО «Белгородская слюдяная фабрика», ООО «ОНП-керамзит».

#### Пищевая
Пищевая промышленность города характеризуется предприятиями ОАО «Конпрок» (Белгородский консервно-промышленный комплекс) — изготовление плодовой, овощной, мясорастительной консервации; ОАО «Белгородский хладокомбинат» — изготовление мороженого;
ООО «Хлебокомбинат Золотой колос» — изготовление хлебобулочных изделий.

#### Лёгкая
Лёгкая промышленность представлена ОАО Белгородская швейная фабрика «Россиянка» — производство одежды из хлопчатобумажных, шёлковых, шерстяных тканей и трикотажных полотен, постельного белья, рабочей одежды.

### Химическая
Химическая промышленность представлена научно-производственным предприятием ООО «Мидэкс групп», которое специализируется на производстве биоразлагаемых моющих средств и дерматологических средств индивидуальной защиты.

### Энергетика

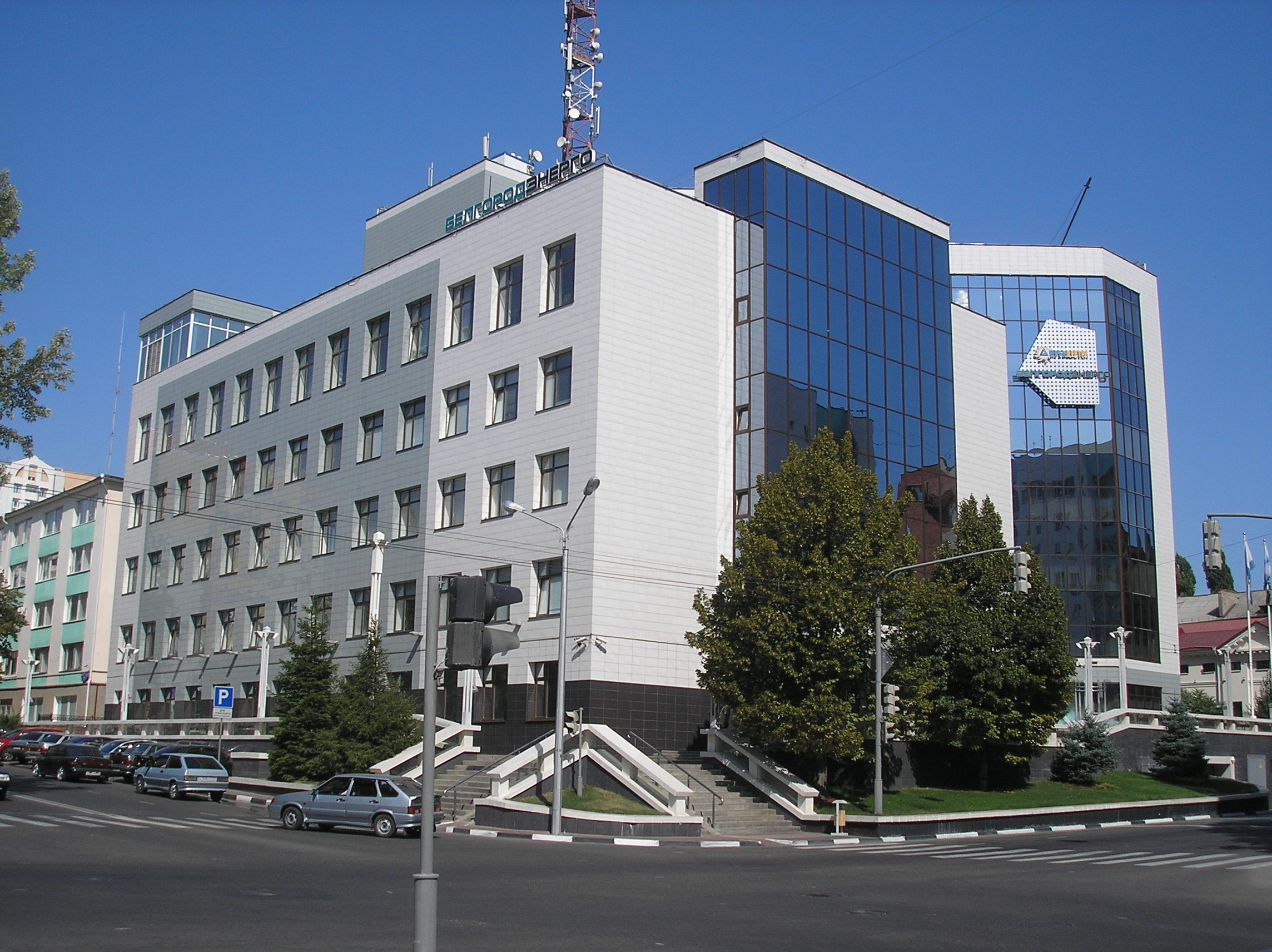
Белгородэнерго

Передачу электрической энергии на территории Белгорода, а также подключение новых потребителей к распределительным электрическим сетям компании осуществляет филиал ПАО «МРСК Центра» — «Белгородэнерго». Снабжение газом города производит ООО «Белгородрегионгаз».
В Белгороде имеются тепловые станции, обеспечивающие электрической энергией и теплом промышленные предприятия и население города, входящие в состав ПАО «Квадра» и АО «ГТ Энерго»:
- Белгородская ТЭЦ
- Белгородская ГТ-ТЭЦ
- Белгородская ГТУ-ТЭЦ «Луч»
- Мичуринская ГТ ТЭЦ

### Торговля
В конце XIX века в Белгороде велась торговля сельскохозяйственными животными, зерном, салом, кожами, воском, мануфактурными изделиями.
На территории города находится более 20 крупных торговых комплексов, универмагов, моллов и гипермаркетов.

Торговые центры города
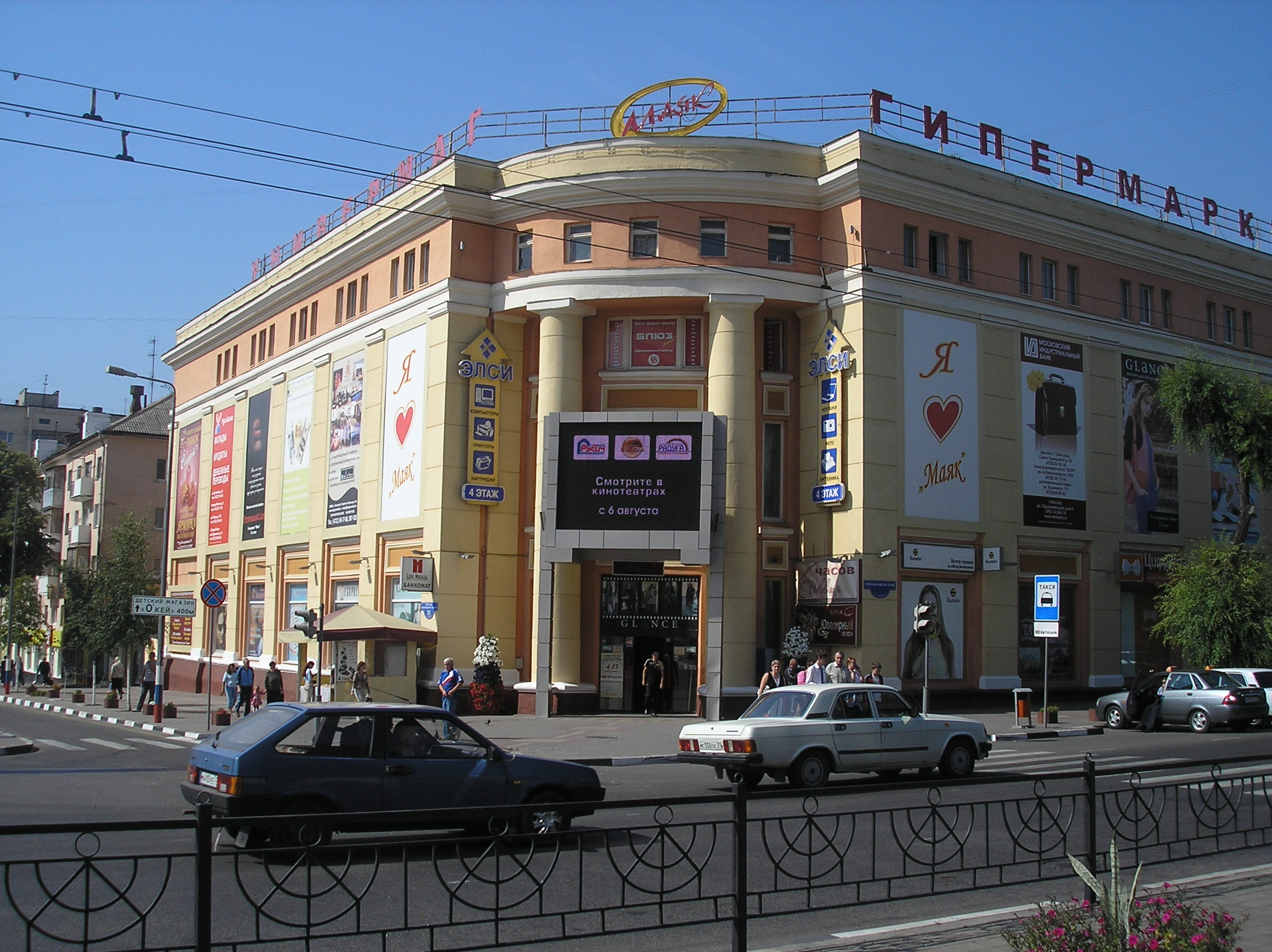
Универмаг «Маяк»
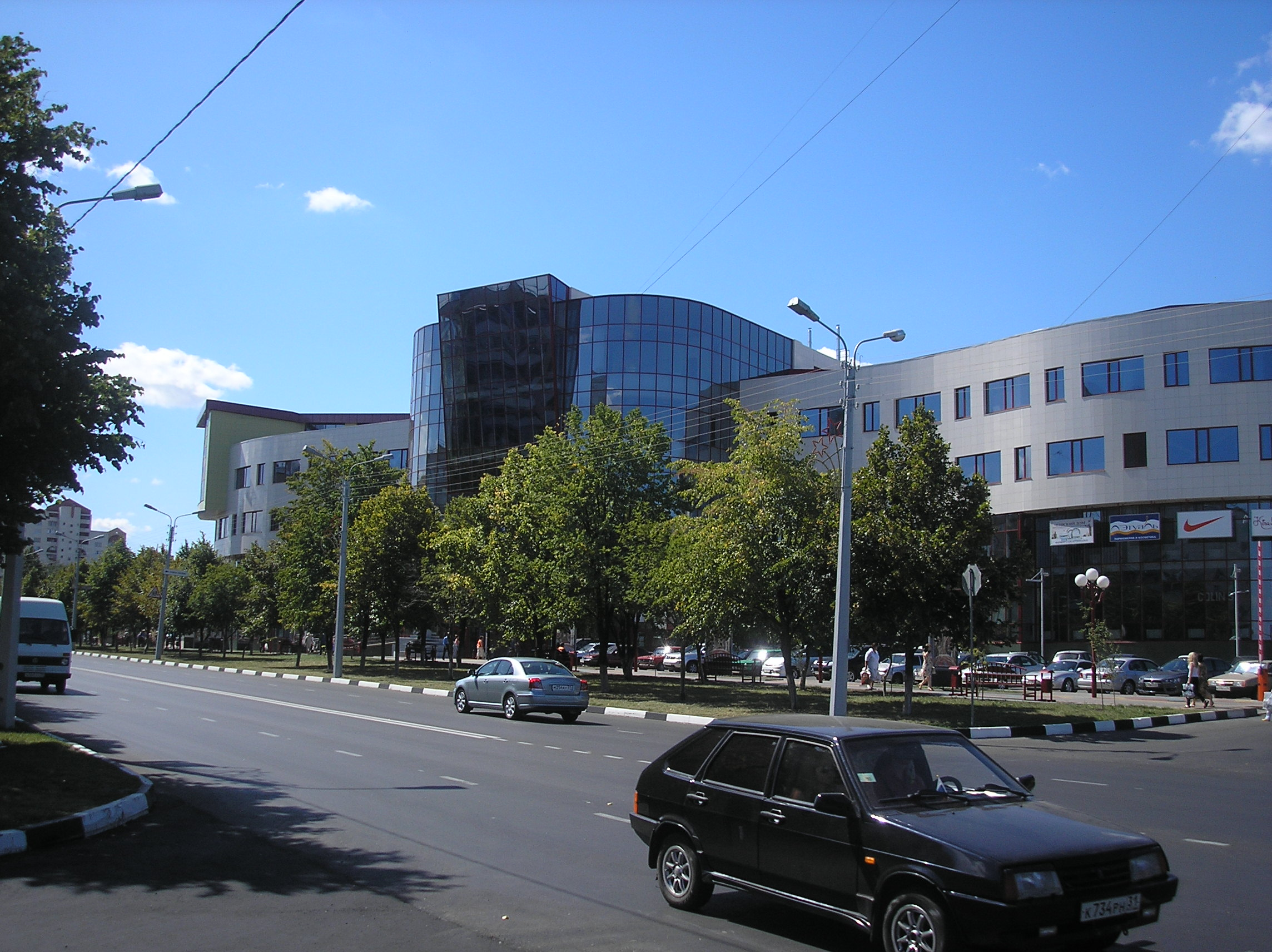
ТЦ «Модный бульвар», открытый в 2009 году
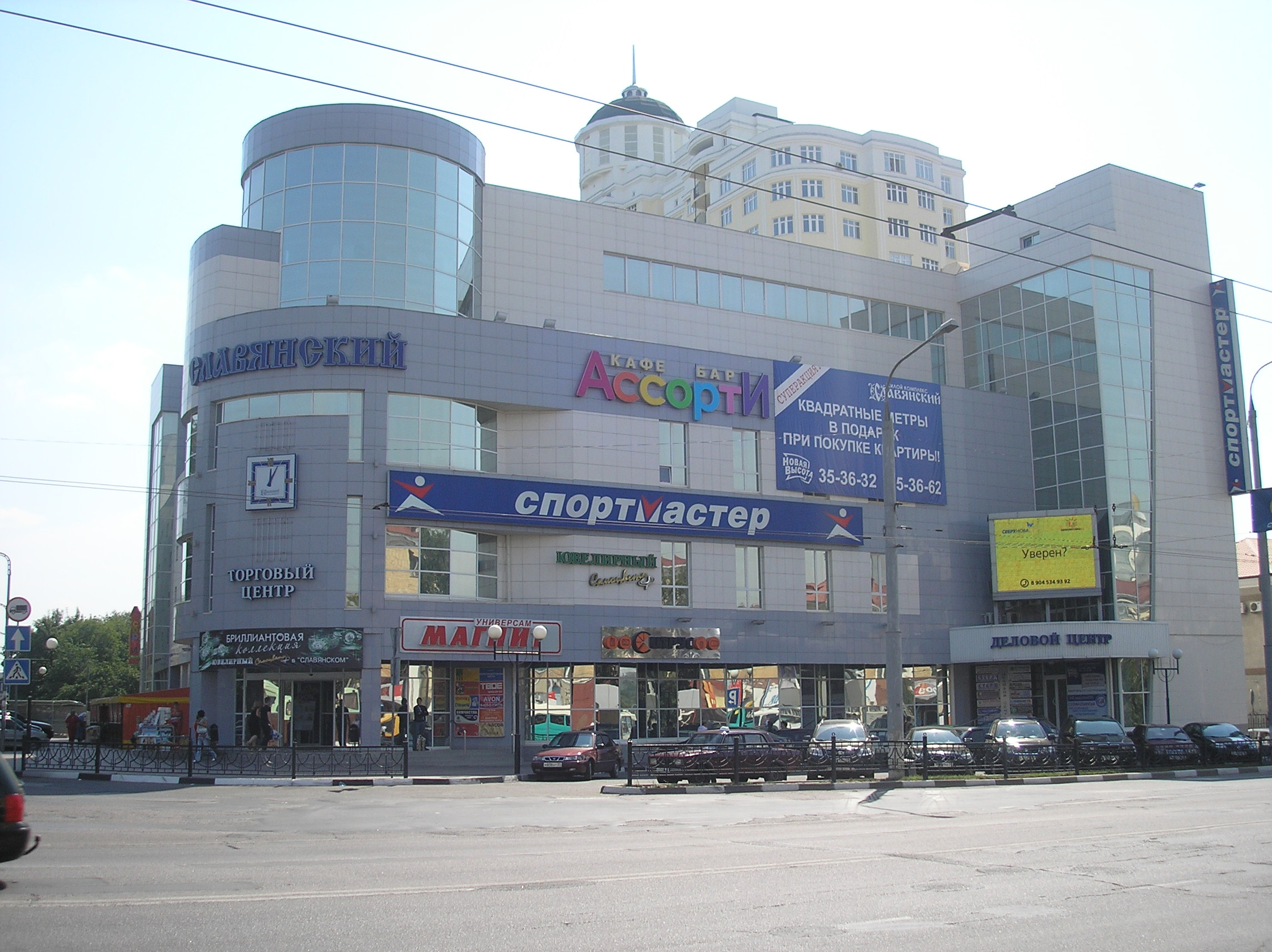
ТЦ «Славянский»
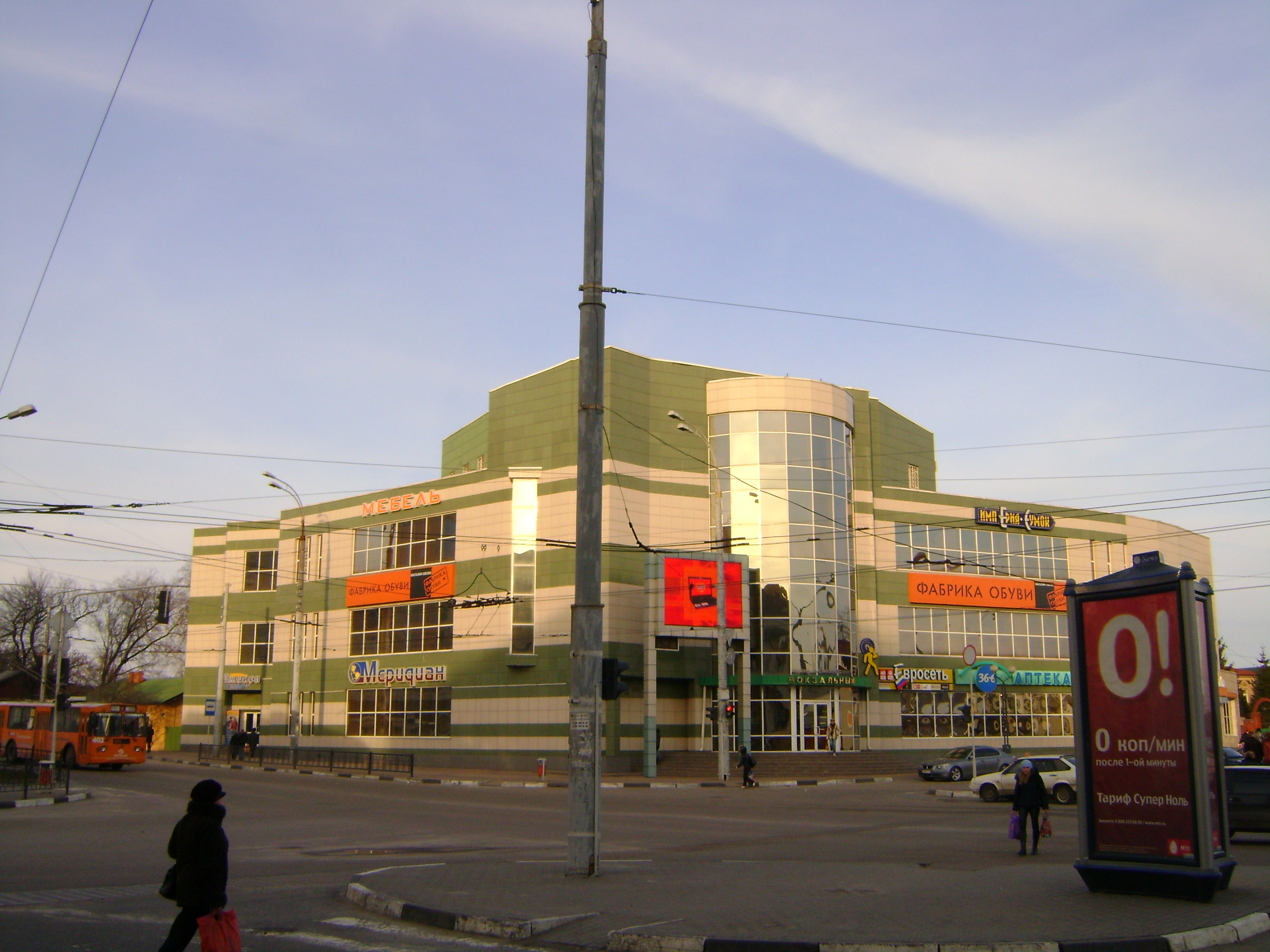
Торгово-офисный центр «Вокзальный»

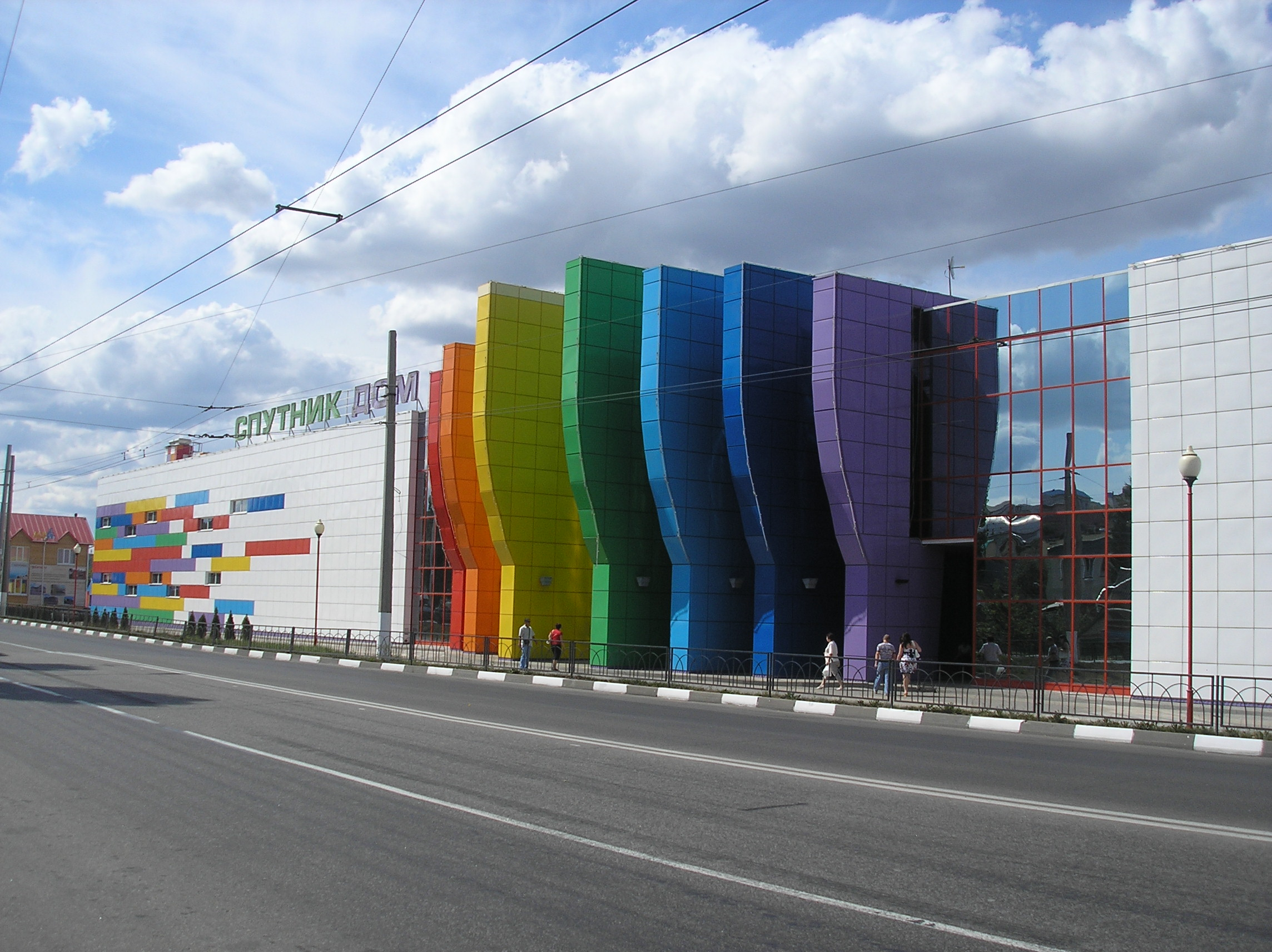
ТЦ «Спутник Дом»
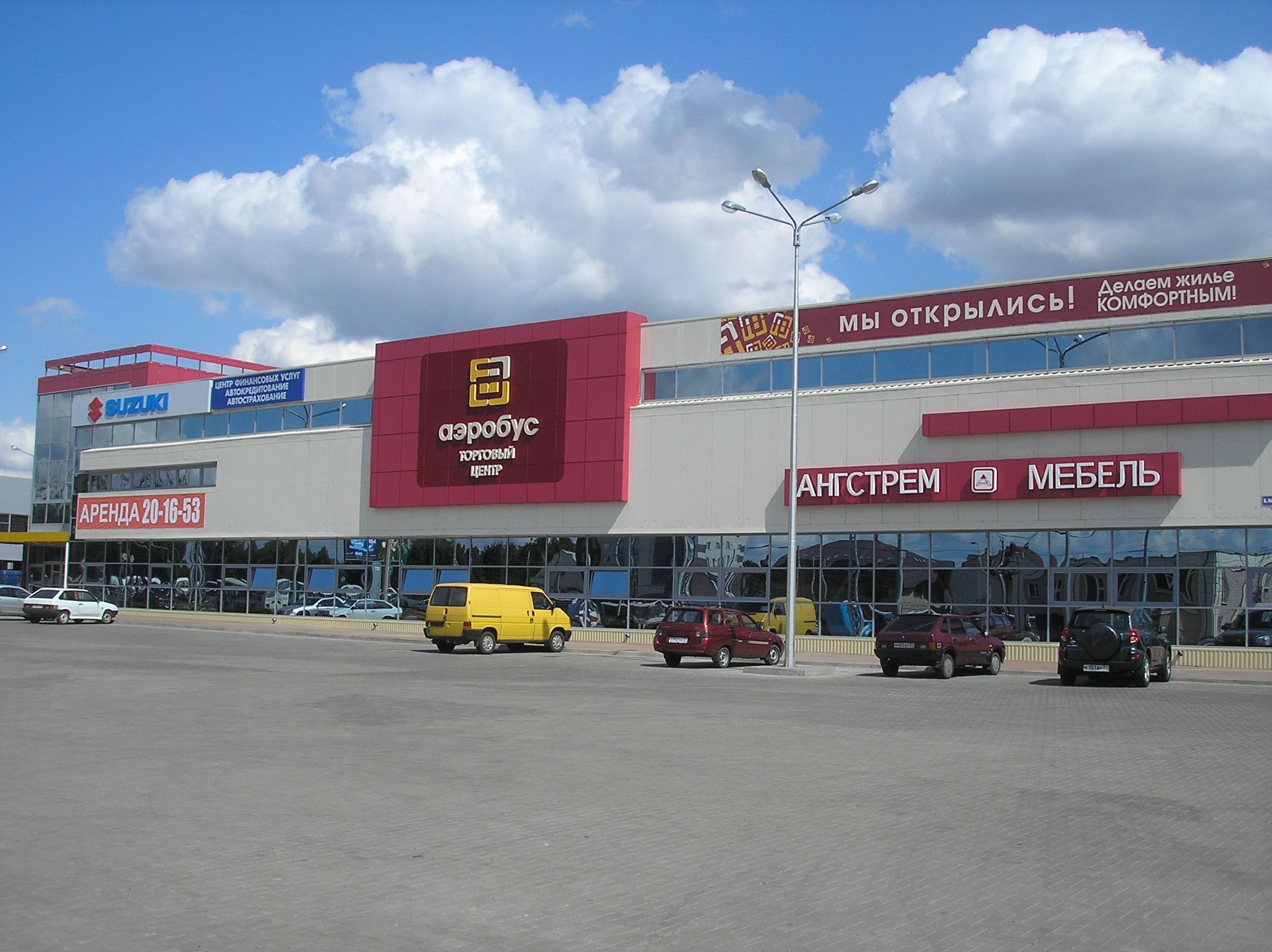
ТЦ «Аэробус»
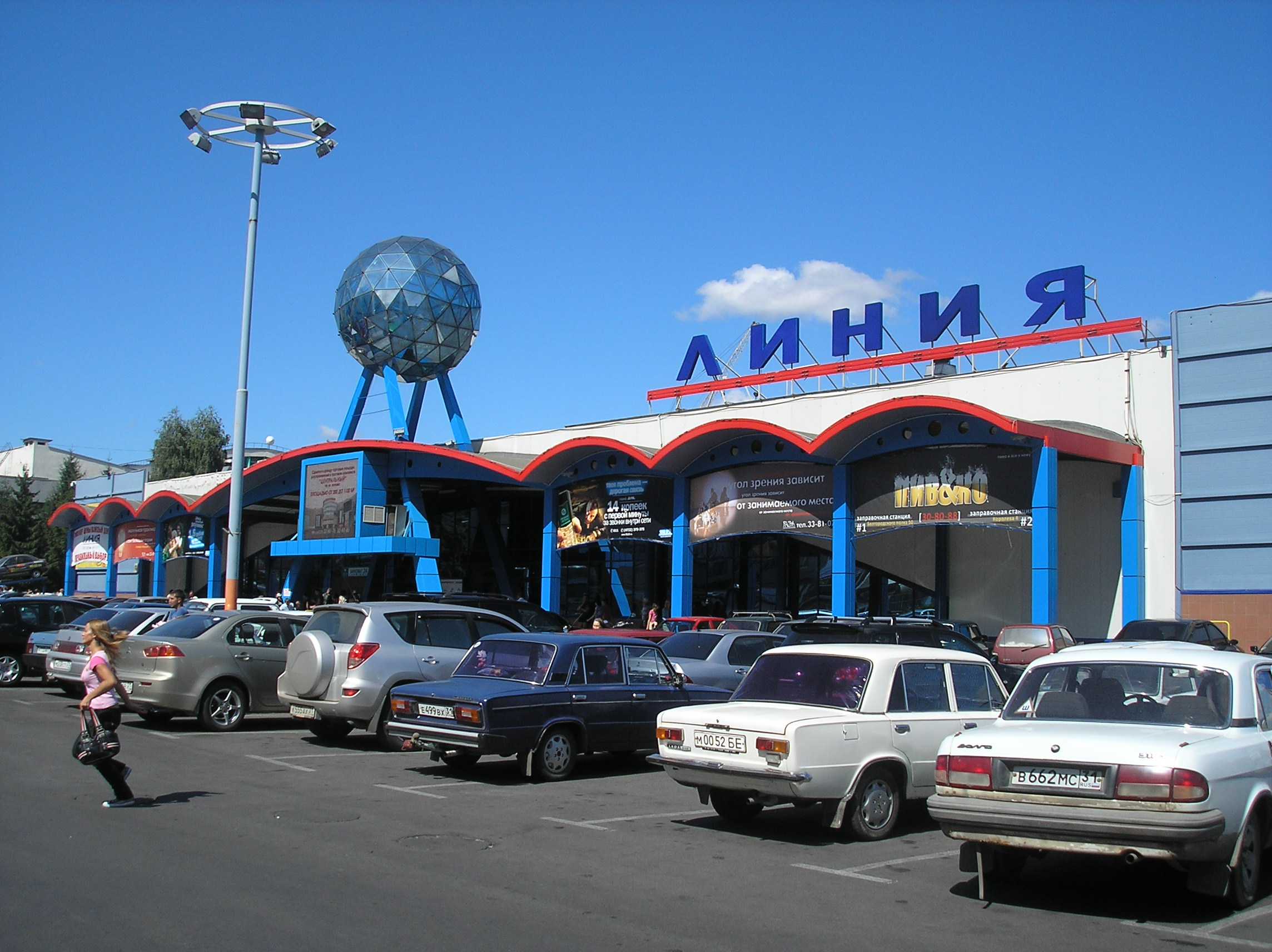
Гипермаркет «Линия»
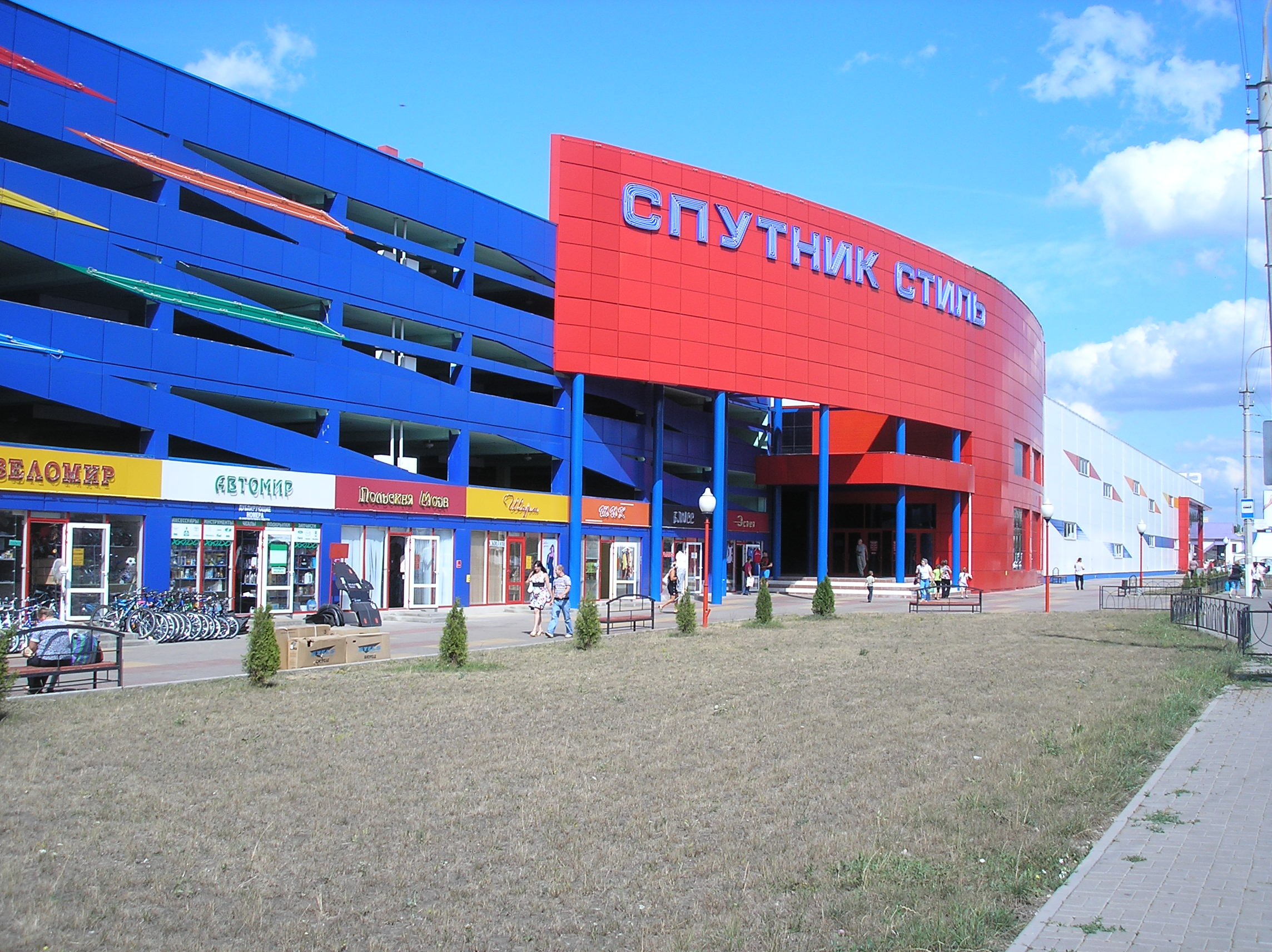
ТЦ «Спутник Стиль»

В городе действуют такие торговые сети, как «Пятёрочка», «Магнит», «Европа», «Эльдорадо», «М.Видео», «Стройландия», «Технопарк». Открыты гипермаркеты «Линия», «Карусель», «Лента», ТРЦ «Рио», МТРК «Сити Молл Белгородский», МТРК «Мега Гринн», ТЦ «Аэробус», ТРЦ «Модный Бульвар» и др. Строительные гипермаркеты «Титан Строй» и «Леруа Мерлен». В городе 9 ресторанов «Вкусно — и точка», 3 Burger King и 3 KFC, 4 Subway, 1 Papa John’s (мировая сеть пиццерий) пиццерия «Папа Джонс».

### Предпринимательство
На 1 января 2011 года в Белгороде было зарегистрировано около 26,6 тысячи субъектов малого предпринимательства, в том числе 14,4 тысячи индивидуальных предпринимателей и около 12,4 тысячи малых предприятий. В сфере малого бизнеса занято более 66 тысяч человек. Наибольшее количество субъектов малого бизнеса сосредоточено в сферах оптовой и розничной торговли, ремонта автотранспортных средств, связи, строительстве.

### Туризм
Объём туристических услуг в Белгороде в 2014 году составил 1,2 млрд рублей. В 2013 году город посетили 147,7 тысячи туристов, в 2014-м — 184,5 тысячи. Деловой туризм в Белгороде является самым крупным сектором, занимая 37 % этой отрасли в экономике города. В 2014 году число мест в отелях составило 2247. Обеспеченность гостиничными номерами в Белгороде составляет 6 номеров на 1000 жителей.
В Белгороде в настоящее время действует свыше 30 гостиниц разных категорий, крупнейшие из которых — «Амакс Конгресс-Отель», «Белгород», «Европа Парк-Отель», гостиничный комплекс «Аврора».
| Категория                                                                | Название гостиницы   |
| ------------------------------------------------------------------------ | -------------------- |
| 4 из 5 звёзд · 4 из 5 звёзд · 4 из 5 звёзд · 4 из 5 звёзд · 4 из 5 звёзд | White Hill Hotel     |
| 4 из 5 звёзд · 4 из 5 звёзд · 4 из 5 звёзд · 4 из 5 звёзд · 4 из 5 звёзд | Европа Парк-Отель    |
| 4 из 5 звёзд · 4 из 5 звёзд · 4 из 5 звёзд · 4 из 5 звёзд · 4 из 5 звёзд | Континенталь         |
| 4 из 5 звёзд · 4 из 5 звёзд · 4 из 5 звёзд · 4 из 5 звёзд · 4 из 5 звёзд | Амакс Конгресс-Отель |
| 4 из 5 звёзд · 4 из 5 звёзд · 4 из 5 звёзд · 4 из 5 звёзд · 4 из 5 звёзд | Белогорье            |
| 4 из 5 звёзд · 4 из 5 звёзд · 4 из 5 звёзд · 4 из 5 звёзд · 4 из 5 звёзд | Белгород             |
| 3 из 5 звёзд · 3 из 5 звёзд · 3 из 5 звёзд · 3 из 5 звёзд · 3 из 5 звёзд | Владимирская         |

| Категория                                                                | Название гостиницы |
| ------------------------------------------------------------------------ | ------------------ |
| 3 из 5 звёзд · 3 из 5 звёзд · 3 из 5 звёзд · 3 из 5 звёзд · 3 из 5 звёзд | Милан              |
| 3 из 5 звёзд · 3 из 5 звёзд · 3 из 5 звёзд · 3 из 5 звёзд · 3 из 5 звёзд | Мир                |
| 3 из 5 звёзд · 3 из 5 звёзд · 3 из 5 звёзд · 3 из 5 звёзд · 3 из 5 звёзд | БелОтель           |
| 3 из 5 звёзд · 3 из 5 звёзд · 3 из 5 звёзд · 3 из 5 звёзд · 3 из 5 звёзд | Салют              |
| 2 из 5 звёзд · 2 из 5 звёзд · 2 из 5 звёзд · 2 из 5 звёзд · 2 из 5 звёзд | Полярная звезда    |
| 2 из 5 звёзд · 2 из 5 звёзд · 2 из 5 звёзд · 2 из 5 звёзд · 2 из 5 звёзд |                    |

В мае 2014 года в Белгороде после масштабной реконструкции открылся гостиничный комплекс «Аврора» — первый и единственный в Белгородском регионе отель уровня «5 звёзд». В связи со сменой собственника и ремонтом был переименован в White Hill Hotel (Уайт Хилл Отель) и понижен до категории «4 звезды».
В 2015 году в Белгороде начал работу комплекс рекреационного назначения «Белгородская Ривьера» и пятизвёздочный спа-центр Riviera Spa под управлением компании «Агро-Белогорье». Также в городе широко распространены гостиницы эконом-категории (2*) и мини-гостиницы.

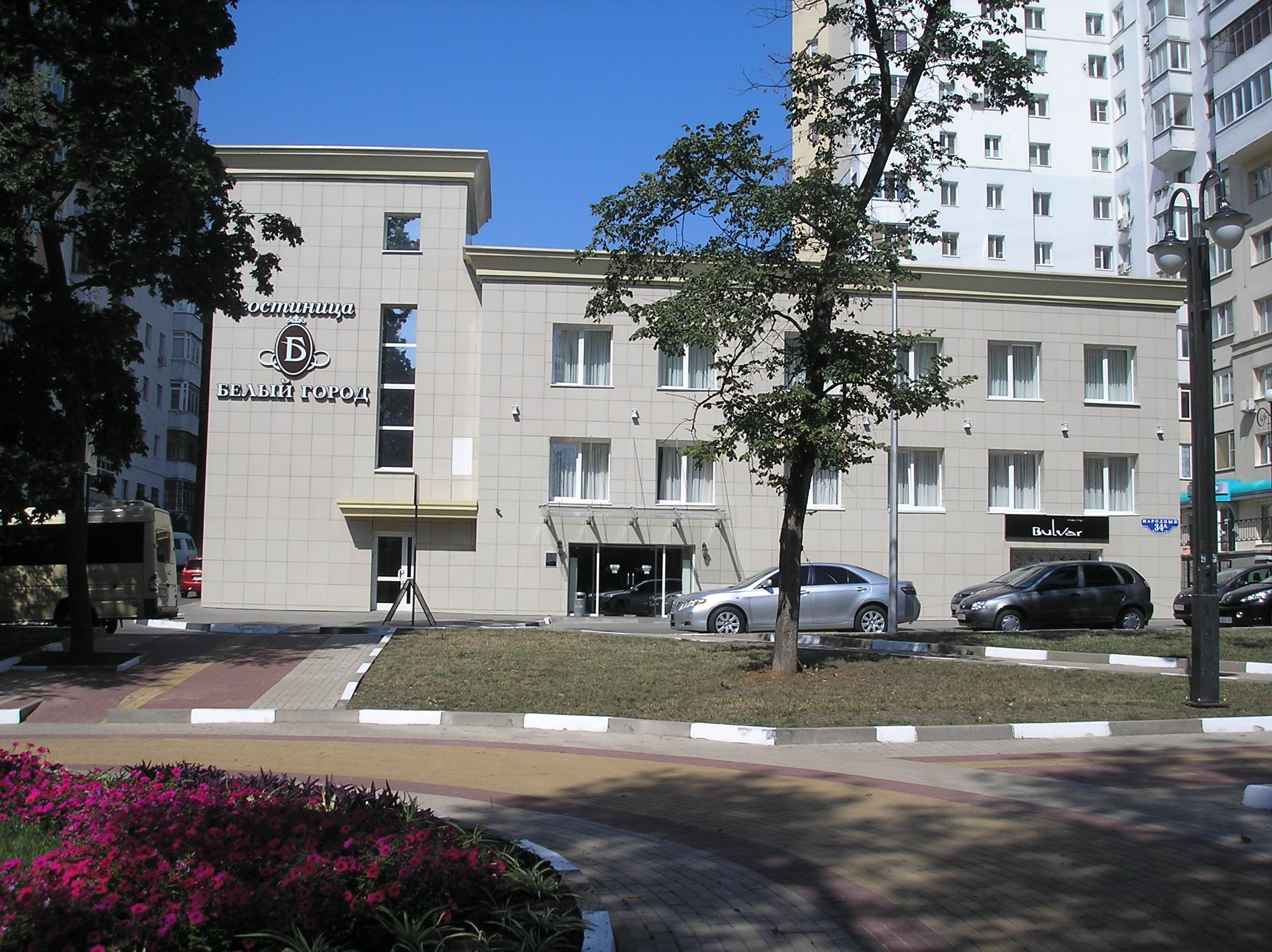
Гостиница «Белый город»
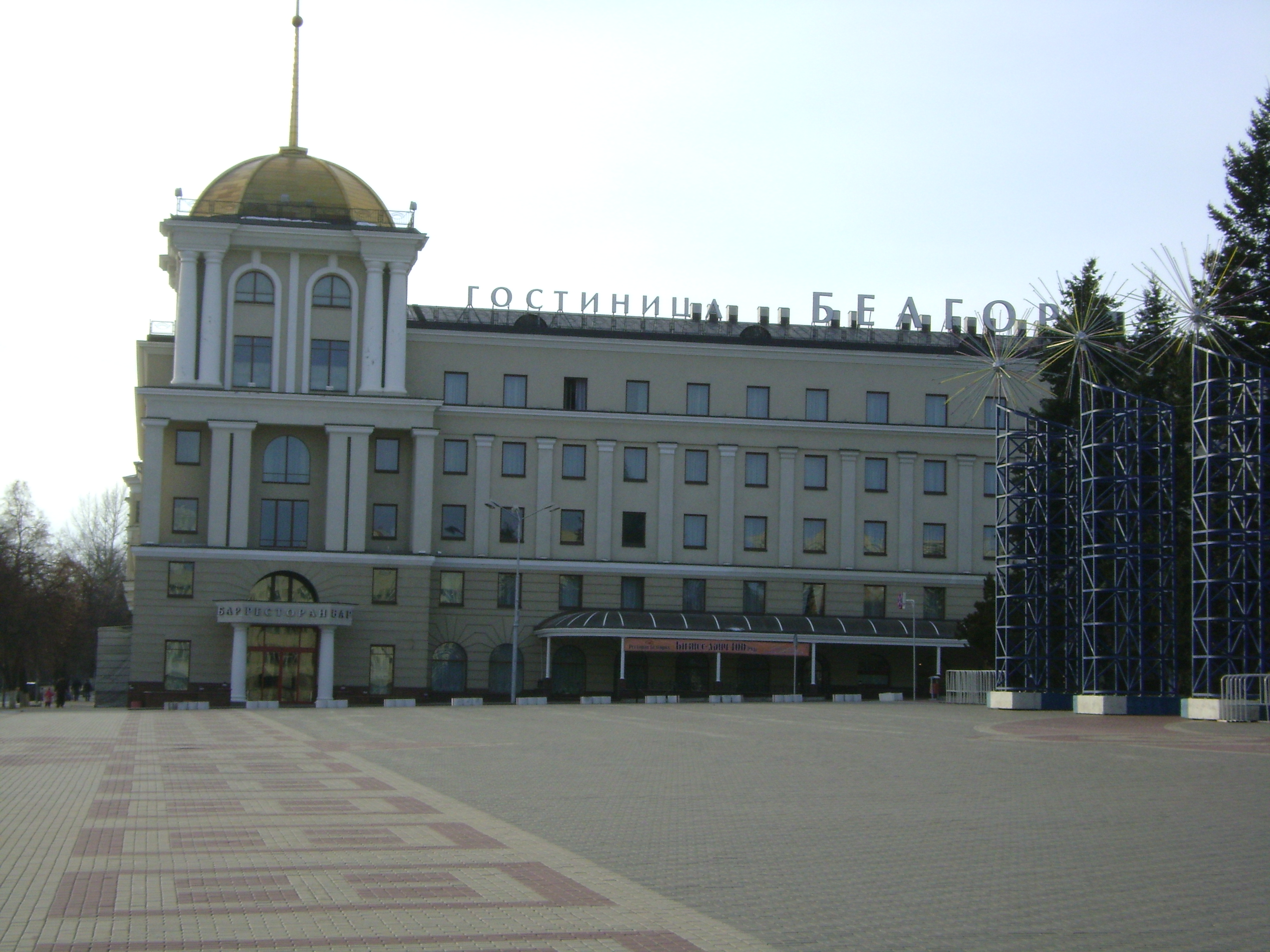
Гостиница «Белгород»
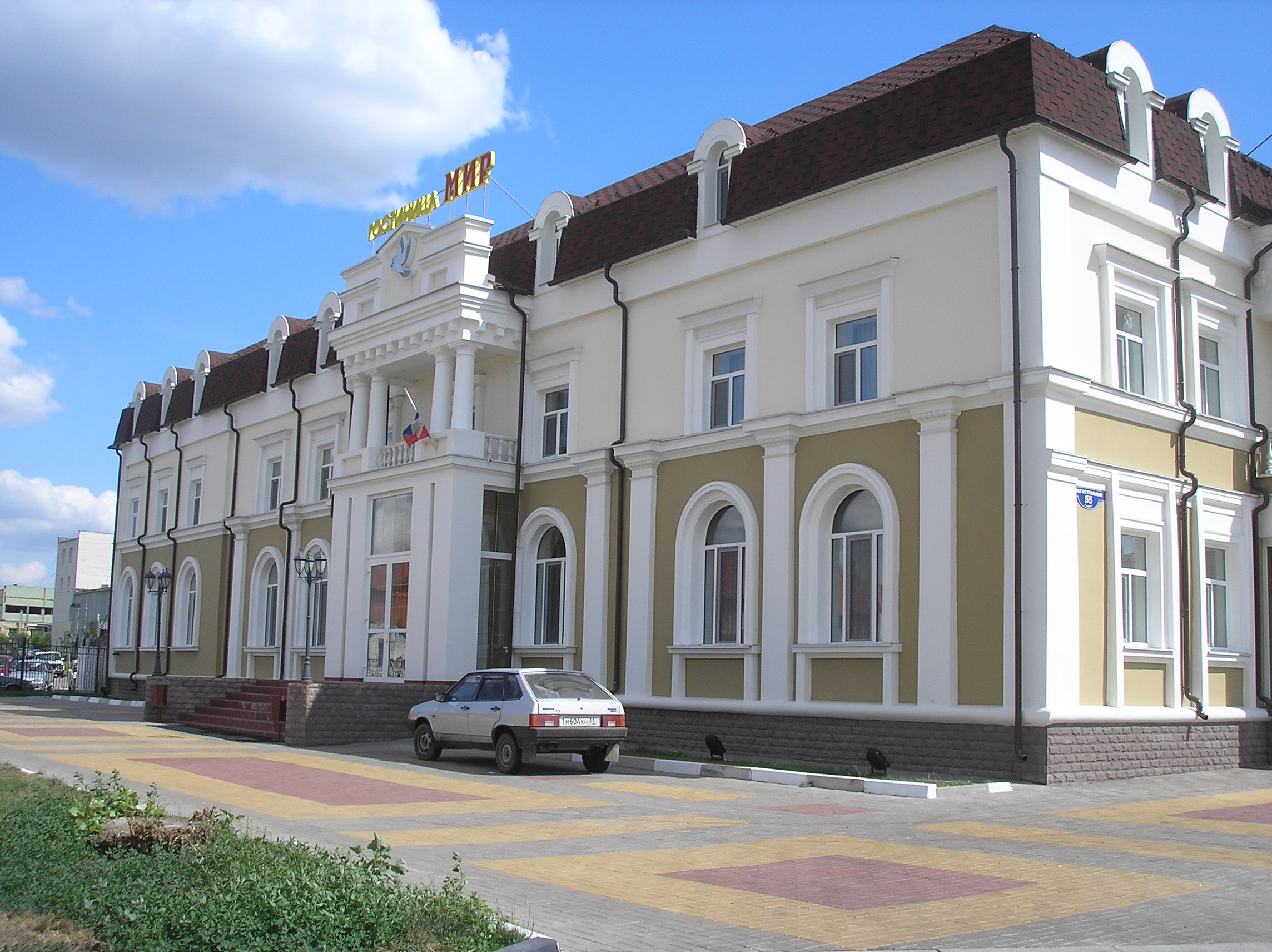
Гостиница «Мир»

### Строительство
С начала 2000-х в городе ведётся активное жилищное строительство. Благодаря активной градостроительной политике, проводимой администрацией Белгорода, выстроены тысячи квадратных метров жилья в многоэтажных домах, появились новые микрорайоны в границах улиц Есенина — Будённого — Бульвар Юности и Спортивная — 60 лет Октября. Микрорайоны повышенной комфортности — Улитка, Юго-Западный, Новосадовый, Новый.
Объём строительно-монтажных работ, выполненных в 2010 году, превысил 8,5 миллиардов рублей. В городе было введено 325,4 тысячи квадратных метров жилья. Кроме того, за этот период построены индивидуальные жилые дома общей площадью 162,6 тысячи квадратных метров.
За 2014 год в Белгороде было введено в эксплуатацию 250 тысяч квадратных метров жилья, что на выше прошлогоднего показателя — в среднем на 40 тысяч квадратных метров, или 16 %. При этом более четверти от всего построенного жилья — 55 тысяч квадратных метров — приходится на индивидуальное жилищное строительство.

## Культура и искусство
По состоянию на 2011 год в Белгороде действует утверждённая региональной властью программа мероприятий по обеспечению духовной безопасности в Белгородской области на 2010 год. При реализации программы власти предприняли попытку пресечь в муниципальных учреждениях города празднование дня Святого Валентина как праздника, «противоречащего традиционной русской культуре»; ректором Белгородского института культуры и искусств были запрещены к постановке спектакли, признанные нарушающими нормы «духовной безопасности».

### Достопримечательности

#### Музеи

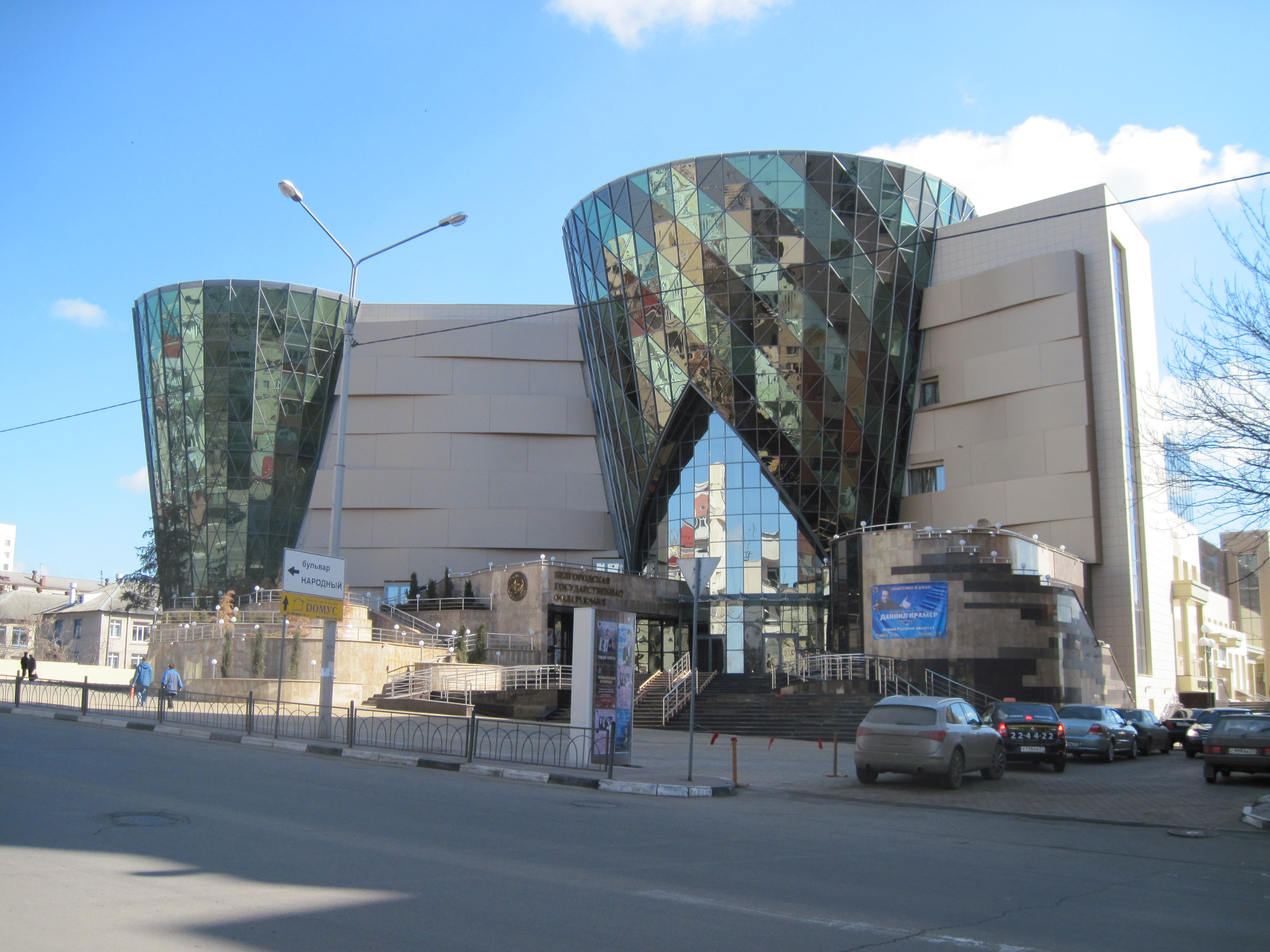
Белгородская государственная филармония

- Белгородский государственный историко-краеведческий музей — одно из старейших учреждений культуры области. Музей был открыт как филиал Курского губернского музея в 1924 году. В годы Великой Отечественной войны германскими войсками были уничтожены и разграблены все фонды. Возобновил свою работу в 1948 году, а в 1964 году получил статус областного.
- Музей-диорама «Курская битва. Белгородское направление» — самый посещаемый музей Белгорода. Посвящён Прохоровскому танковому сражению. Строительство здания музея началось в декабре 1984 года, окончилось в ноябре 1985 года, художественная работа по созданию полотна и предметного плана диорамы продолжалась ещё более года. Торжественно открыт 4 августа 1987 года[138].
- Белгородский государственный художественный музей — открыт 26 июля 1983 года. С 27 ноября 2007 года музей находится в здании, построенном в стиле модерн.
- Белгородский государственный музей народной культуры — один из самых молодых музеев Белгородской области, созданный с целью изучения, исследования и комплектования предметов народной культуры края. Музей был открыт 29 мая 1999 года как подразделение Белгородского государственного центра народного творчества. 19 ноября 2004 года Постановлением Правительства Белгородской области музею был присвоен статус «Государственное учреждение культуры». Фонды музея насчитывают более 15 000 единиц подлинных предметов народной культуры.
- Белгородский литературный музей — открыт 26 апреля 1999 года. Музей расположен в памятнике архитектуры XVIII века— доме купца Селиванова.
- Музей Белгородского государственного университета.
- Музей Белгородского отделения Юго-Восточной железной дороги.
- Музей Белгородского государственного театра кукол.
- Музей органов внутренних дел Белгородской области.
- Белгородский музей связи.
- Музей белгородского ОМОНА[139].
- Музей истории белгородской журналистики — открыт в апреле 2018 года в Издательском доме «Мир Белогорья». Центральное место в экспозиции занимает старейшая газета региона с вековой историей «Белгородская правда»[140].

#### Театры

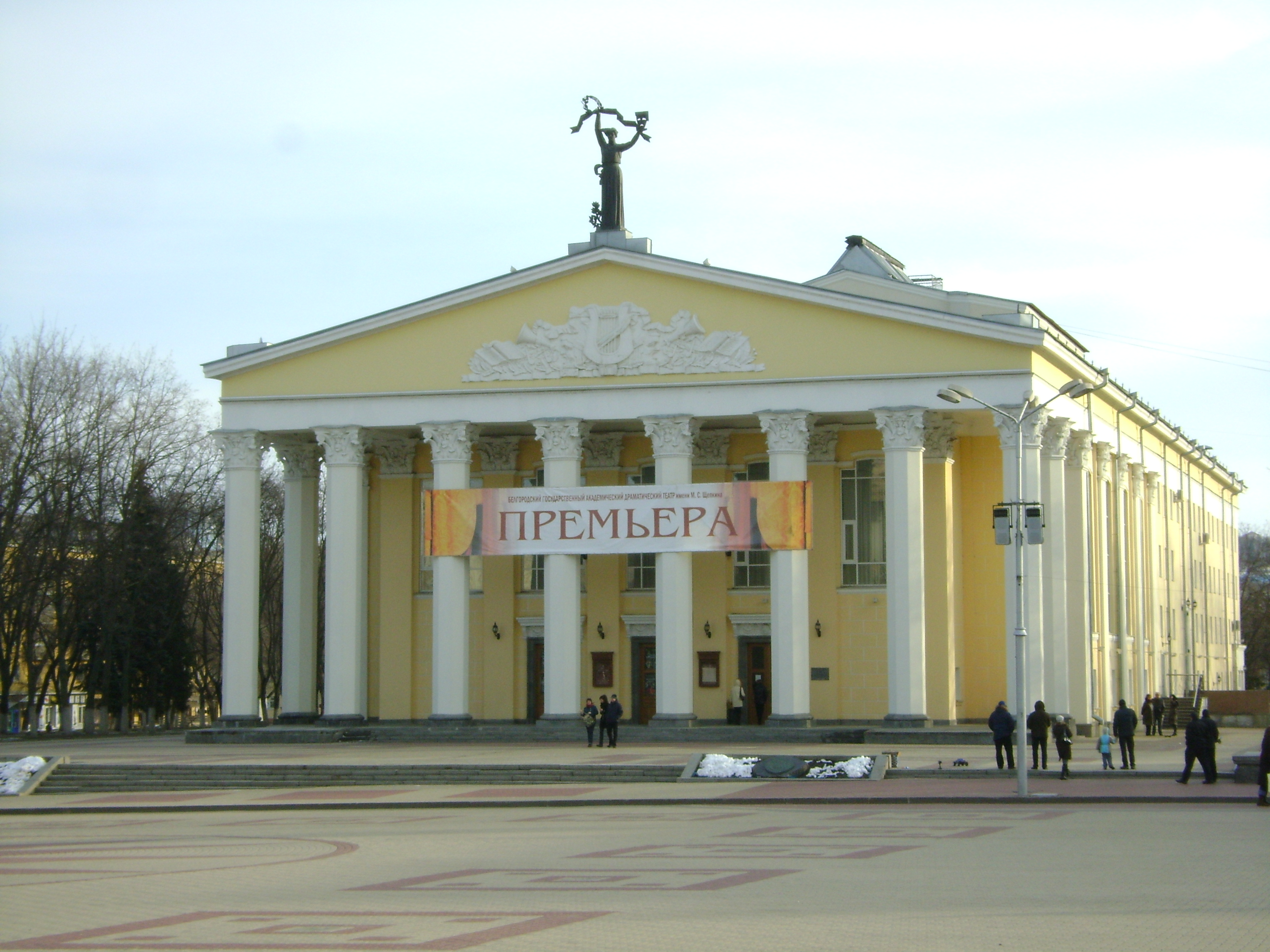
Белгородский государственный академический драматический театр им. М. С. Щепкина

- Белгородский государственный академический драматический театр имени М. С. Щепкина — первые упоминания о театре, сохранившиеся в архивах, датируются августом 1936 года. В 1956 году театру было присвоено имя Михаила Семёновича Щепкина. В 1962 году театр начал работать в специально для него построенном здании на Соборной площади. В 1993 году получил статус государственного. В 1998 году театру было присвоено звание «академический».
- Белгородский государственный театр кукол — театр, ведущий свою историю с 1961 года. Официальный статус театр получил в 1965 году. В здании театра имеется большой зал на 160 мест и малый — на 40 мест. В фойе проводятся различные культурно-массовые мероприятия, в том числе Новогодние представления[141].
- Две обезьяны — единственный театр в Белгороде, занимающийся клоунадой. Был основан в 2009 году[142].
- Молодёжная театральная студия «Новая сцена» БГИИК.
- Независимый молодёжный театр «Новая сцена-2»[143].
- Молодёжный театр «Спичка»[144][145]
- Театр-Школа «Образ»[146].
- Театр-студия при Молодёжном культурном центре БелГУ.
- Студия «Синяя птица» Белгородского городского дворца творчества детей и подростков.
- Эстрадный ансамбль «Театр песни»[147].
- Детский музыкальный театр ДШИ № 1 г. Белгорода.

#### Кинотеатры
В Белгороде действует 9 кинотеатров:
- Киноплекс «Синема Парк», имеет 7 залов. Открыт 2 октября 2010 года в Сити-Молле «Белгородском» (южная часть города).
- Киноплекс «Синема Стар», имеет 4 зала. Открыт в 28 ноября 2009 года в ТРЦ «Рио» (северная часть города, ост. «Аэропорт»).
- Киноплекс «ГриннФильм», имеет 6 залов. Открыт в ТЦ «МегаГринн» (северная часть города).
- Кинотеатр «Победа», открыт в 1960 году. Имеет два кинозала: «Красный» и «Синий», рассчитанных на 520 мест.
- Киноцентр «Миниплекс „Русич“», имеет 4 кинозала, рассчитан на 674 (293+169+136+76) места. В 2004 году открыт после ремонта.
- Кинотеатр «Радуга», имеет один кинозал вместимостью 594 места. Самый большой киноэкран в городе, его размеры 22 × 9,2 метра.
- Кинотеатр «Сокол», в здании которого после реконструкции размещается Дом офицеров.
- Кинотеатр «Спутник» в здании ТЦ «Спутник Урожай».
- Кинотеатр «7D Avatar». Открыт в ТЦ «МегаГринн» (северная часть города).

#### Храмы
- Марфо-Мариинский монастырь — действующий православный монастырь, открытый в 1999 году. На его территории находятся:

- Успенско-Николаевский собор — православный собор, построенный в 1703 году. Самый старый из сохранившихся храмов Белгорода. В 1986 году храм был взят под охрану государства как памятник архитектуры. В 1998 году собор был передан церкви, и в нём началась реставрация. Собор был восстановлен в 2005 году.
- Покровский храм (1791 год),
- Часовня Царственных Страстотерпцев.

- Смоленский собор — храм построен в 1727 году в честь происшедшего в 1703 году знамения от иконы Смоленской Пресвятой Богородицы. В годы Великой Отечественной войны собор сильно пострадал от артиллерийского огня. После войны, в 1958 и 1974 годах, предпринимались попытки взорвать собор. В 1980-х годах здание реставрировалось под органный зал. В 1991 году храм вернули верующим.
- Часовня Царственных Страстотерпцев и Новомучеников и Исповедников Российских.
- Иоасафовский собор (1799 год).
- Преображенский кафедральный собор — кафедральный собор, построенный в 1807—1813 годах. Главный храм Белгородской и Старооскольской епархии.
- Польско-Литовский костёл (начало XIX века), сохранилось только здание, используется не по назначению. Сейчас в нём располагается духовно-просветительский центр Святителя Иоасафа.
- Свято-Михайловский храм (1844 год).
- Крестовоздвиженский храм (1863 год).
- Церковь Михаила Архистратига (XIX век).
- Храм Корсунской иконы Божией Матери (1997 год).
- Свято-Троицкий храм (2000 год).
- Храм Архангела Гавриила — храм на территории университетского городка Белгородского государственного университета. Возведён по инициативе губернатора Белгородской области Евгения Степановича Савченко[150]. Храм был освящён 2 ноября 2001 года архиепископом Белгородским и Старооскольским Иоанном в честь Архангела Гавриила[151].
- Храм Великомученика Георгия Победоносца — деревянный православный храм. Закладка камня на месте будущего строительства храма произошла 25 мая 1997 года[152], Строительство начато в 1999 году[151] и завершено в 2001 году[150]. Храм освящён архиепископом Белгородским и Старооскольским Иоанном в 2001 году[151].
- Храм блаженной Матроны Московской — православный храм на территории Белгородской областной клинической больницы. 27 августа 2003 года состоялось торжественное освящение краеугольного камня на месте строительства церкви на территории областной клинической больницы. Возведение храма завершено в 2004 году[153].
- Храм свт. Иннокентия Московского в Белгородской Православной Духовной Семинарии (с миссионерской направленностью)[154].
- Церковь Покрова Пресвятой Богородицы[155] (2006) — действующая старообрядческая церковь Поморской общины Древлеправославной Поморской Церкви.
- Храм во имя Праведного Иоанна Кронштадтского (2009 год).
- Храм святых мучениц Веры, Надежды, Любови и матери их Софии — православный храм на пересечении улиц Щорса и Королёва. работы по возведению храма начались 20 сентября 2004 года. 15 мая 2009 года случился пожар, от которого недостроенный храм сильно пострадал[156]. Храм освящён 2 мая 2010 года Патриархом Московским и всея Руси Кириллом[157].
- Храм преподобного Сергия Радонежского (2010 год)[158].

|  |  |  |  |

#### Памятники архитектуры
- Дом купца Шашурина (XIX век)
- Флигель Шашурина (XIX век)
- Городская управа (XIX век)
- Уездная управа(XIX век)
- Дом Грикке (XIX век)

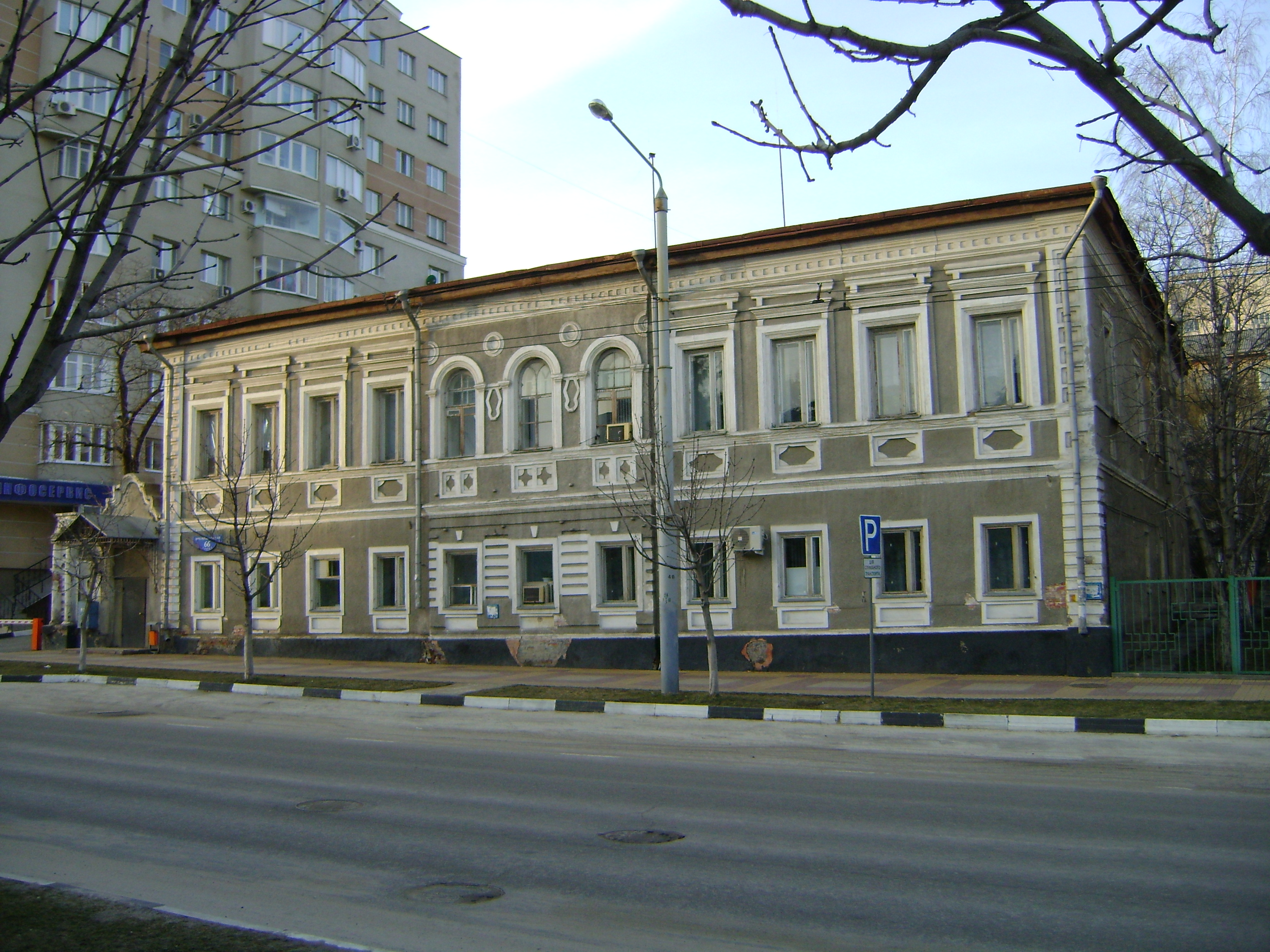
Женская гимназия Коротковой, ныне Психиатрический диспансер

- Спасо-Преображенский кафедральный собор (XIX век)
- Николо-Иоасафовский собор (XVIII век)
- Флигель Селиванова (XVIII век).
- Дом купца Селиванова (XVIII век).
- Успенско-Николанвский собор (XVII век).
- Здание женской гимназии (XIX век).
- Усадьба Курчанинова (XIX век)
- Канцелярия Курчанинова (XIX век)
- Дом Рябининой (XIX век)
- Дом Бочарова (XIX век)
- Дом Мачурина (XIX век)
- Дом Павлова (XIX век)
- Дом барона Розена (XIX век)
- Церковно-приходское училище (XIX век)
- Особняк купца Гольцова (XIX век).
- Здание бывшей гостиницы «Европейская» (XIX век).
- Здание номеров Вейнбаума, с аптекой Когана и типографией (XIX век).
- Здание женской гимназии Коротковой (XIX век).
- Здание мужской гимназии (конец XIX века)[159].

#### Памятники-монументы
- Памятник Святому равноапостольному князю Владимиру-крестителю Руси.
- Памятник Михаилу Щепкину (1788—1863), русскому актёру, одному из основоположников русской актёрской школы, уроженцу Белгородчины.
- Мемориальный комплекс «Погибшим в Афганистане».
- Часовня-ротонда в честь 2000-летия Рождества Христова.
- Аллея Героев Советского Союза и Героев России — белгородцев.
- Мемориальный комплекс жертв, павших за советскую власть в 1918—1919 годах и воинов, павших в боях с фашистскими захватчиками в 1941—1943 годах.
- Братская могила советских воинов, погибших при обороне города Белгорода осенью 1941 года и освобождении города весной и летом 1943 года.
- Мемориальный комплекс — братская могила 483 советских воинов, погибших в боях с фашистскими захватчиками.
- Монумент морякам-белгородцам всех поколений, посвящёный землякам, служившим на флоте и павшим в боях за всю историю русского флота[160].

#### Другие достопримечательности
- Белгородская государственная филармония (бывш. ДК железнодорожников) — действует с 1960-х годов как концертно-эстрадное бюро. В 1966 году бюро было переименовано в Белгородскую областную филармонию. 7 июля 1995 года получила статус государственной. В 2010 году здание филармонии было реконструировано. Новое здание считается одним из самых красивых в городе[161].
- Белая маска — фестиваль уличных искусств. Фестиваль проходит при поддержке Управления культуры администрации города[162].
- Белгородская галерея фотоискусства им. В. А. Собровина открыта в 2011 году[163].

## Спорт

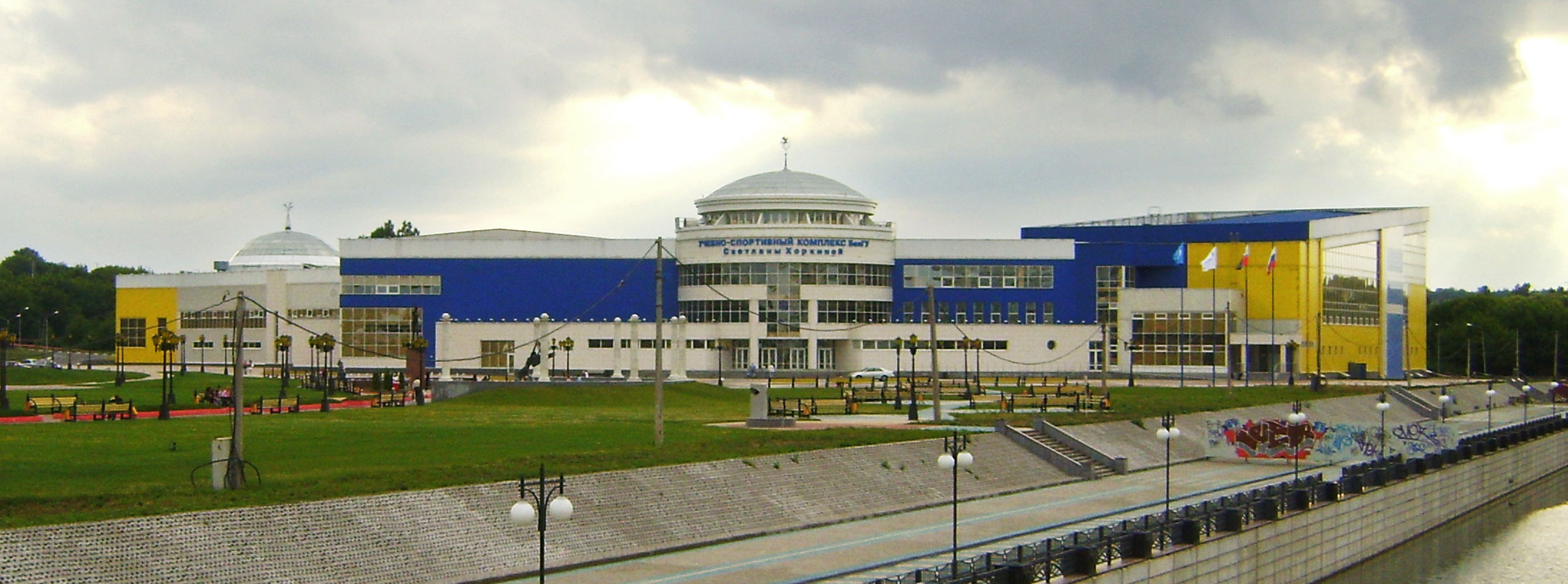
Учебно-спортивный комплекс БГУ Светланы Хоркиной

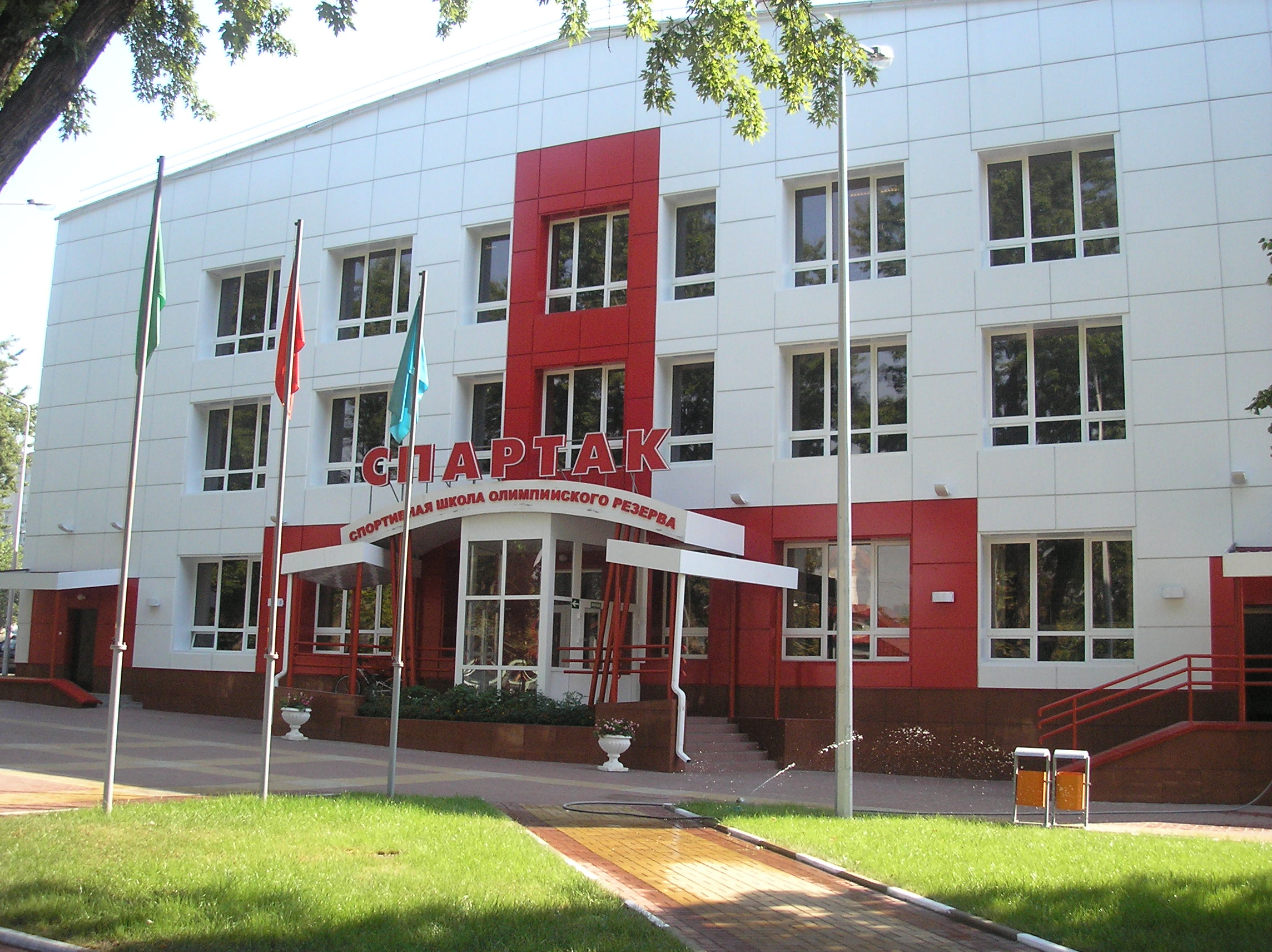
ДЮСШ «Спартак»

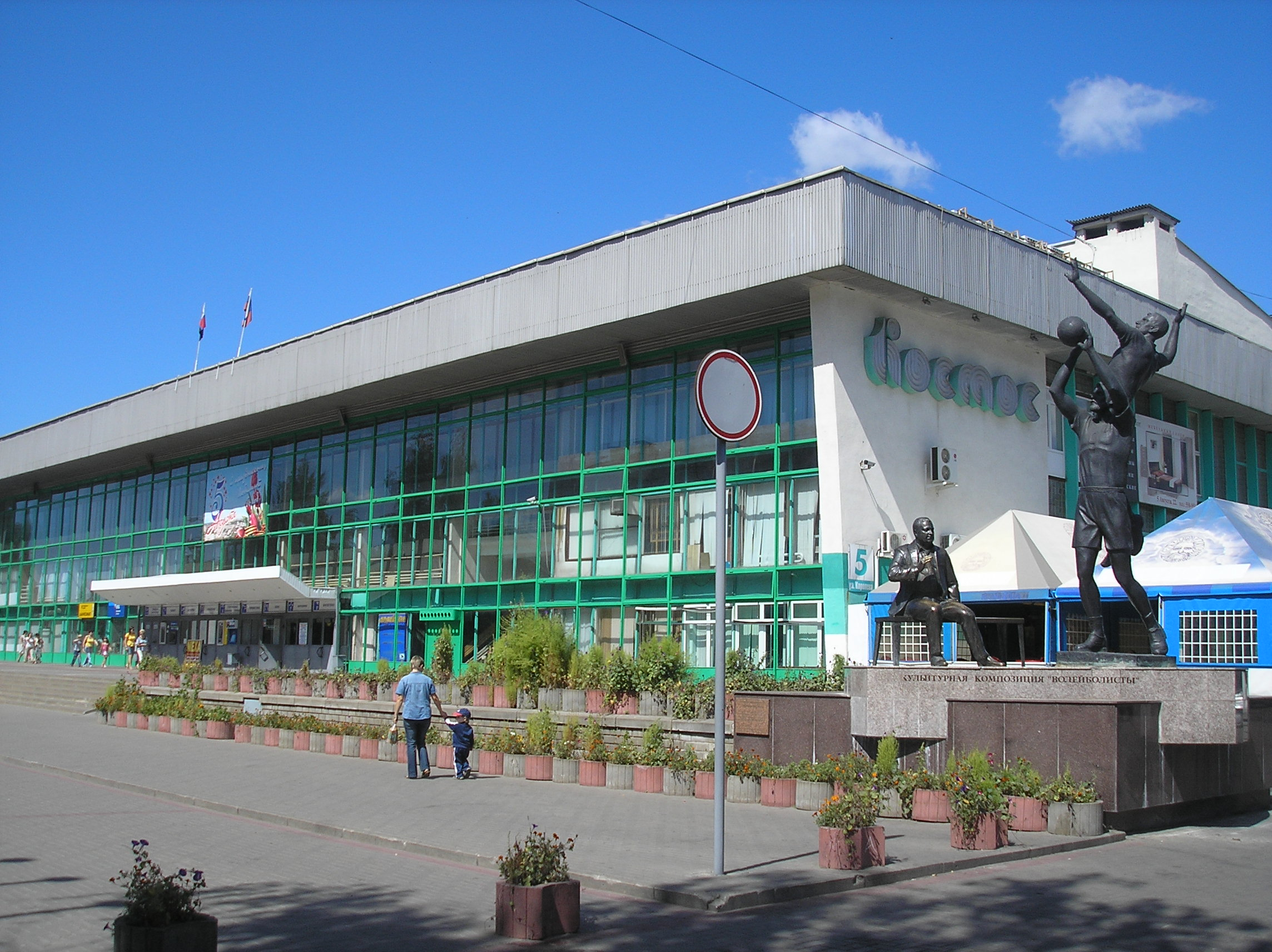
Дворец спорта Космос

Всего в Белгороде 924 спортивных сооружения, которые способны единовременно принять 28 742 человека, 7 детско-юношеских спортивных школ, 9 спортивных школ олимпийского резерва, 1 школа высшего спортивного мастерства и 1 детско-юношеская адаптивная спортивная школа, 3 дворца спорта, 47 футбольных полей, 36 плавательных бассейнов, 19 оздоровительных баз, тренажёрных комнат, клубов здоровья. Численность лиц, систематически занимающихся физической культурой и спортом, — 121 768 человек. В городе 1515 работников физической культуры и спорта.
Наиболее популярные виды спорта в городе: футбол, плавание, спортивный туризм, волейбол, лёгкая атлетика, баскетбол, гандбол, пулевая стрельба, хоккей с шайбой, бокс, настольный теннис, кикбоксинг, спортивное ориентирование.

### Профессиональный спорт
Профессиональный спорт в Белгороде представлен следующими клубами:
- ВК «Белогорье» — самый титулованный российский мужской волейбольный клуб. Является 8-кратным чемпионом России (1996/1997, 1997/1998, 2000, 2001/2002, 2002/2003, 2003/2004, 2004/2005, 2011/2012), 8-кратным обладателем Кубка России (1997, 1998, 2000, 2002, 2003, 2004, 2005, 2012) трёхкратным победителем Лиги чемпионов (2002/2003, 2003/2004, 2013/2014), обладателем Кубка ЕКВ (2008/2009). Выступает в суперлиге.
- ФК «Салют Белгород» — мужской футбольный клуб. Выступает во втором дивизионе.
- ФК «Энергомаш» — мужской футбольный клуб. Расформирован и заменён командой «Салют».
- ФК «Виктория» — женский футбольный клуб. Выступает в первом дивизионе.
- МХК «Белгород» — мужской хоккейный клуб. Выступает в Первенстве МХЛ.
- «Адреналин» — пейнтбольный клуб, принимающий активное участие в военно-патриотическом воспитании молодёжи в Белгороде.
- «Белая крепость» — мужской регби-клуб. Выступает в Федеральной лиге по регби-15 и регби-7.
- «Белки» — алтимат-клуб, включает в состав три команды: мужскую, женскую и студенческую.
- «Роквелс» — велоклуб, номинант в двух позициях всероссийской премии «Золотая педаль»[166].

### Спортивные школы и организации
- Центр детско-юношеского туризма.
- ДЮСШ по зимним видам спорта.
- СДЮШОР «Спартак».
- СШОР № 1.
- СШОР № 2 Белгородской области.
- СШОР № 3.
- СШОР № 3 им. Б. В. Пилкина.
- СШОР № 4.
- ДЮСШ № 4.
- СШОР № 5.
- ДЮСШ № 6.
- СДЮШОР № 8.

### Спортивные объекты
- Стадион «Салют».
- Белгород Арена.
- Дворец спорта «Космос».
- Ледовая арена «Оранжевый лёд».
- Ледовая арена «Серебряный Донец».
- Дворец спорта «Спартак».
- Учебно-спортивный комплекс БелГУ Светланы Хоркиной.
- Стадион БГТУ им. Шухова.
- Спортивно-оздоровительный комплекс «Луч».
- Вело-лыже-роллерная трасса «Олимпия» в микрорайоне Новом.
- Вело-лыже-роллерная трасса «Олимпия» в урочище Сосновка.
- Комплекс пляжных видов спорта «Спорт-Ангар»

## Парки и отдых
- Белгородский городской зоопарк — зоопарк, расположенный в урочище Сосновка (Мачурина роща) на пересечении улиц Волчанская и Песчаная. Основан как Зооуголок 5 августа 1988 года, до 1991 года входил в состав парка «Победа». 1 июня 2016 года была открыта новая площадка зоопарка.
- ДиноПарк Белгород — парк динозавров, расположенный в урочище Сосновка (Мачурина роща) на пересечении улиц Волчанская и Песчаная. Открытие состоялось в День города — 5 августа 2017 года. Площадь динопарка — 8,4 га[167].
- ЦПКиО имени В. И. Ленина
- Городской парк Победы
  - Аллея Героев
  - Сквер Любви
  - Парк Котофей
- Городской парк Памяти павших в Великой Отечественной войне
- Архиерейская роща
- Ботанический сад
- Урочище Армячий лог
- Урочище Заклятое
- Урочище Гринёвское
- Урочище Жулино
- Урочище Каменное
- Урочище Массив
- Урочище Оскочное
- Урочище Сосновка
- Пушкинская аллея
- Аллея дружбы
- Пикник-парк
- Горсад (Сквер Дружбы)
- Сквер Южный
- Сквер Семейный
- Театральный сквер
- Сквер им. Гагарина
- Сквер им. И. С. Конева
- Сквер им. Митрополита Макария (Булгакова)
- Иоасафовский сквер
- Парк «Берега»
- «Пикник-парк»
- Есенинский сквер
- Сквер по ул. Губкина
- Пушкинская аллея на пр. Ватутина
- Сквер на Преображенской
- Сквер на Садовой
- Сквер на Народном бульваре
- Сквер на бульваре Первого салюта
- Сквер на Свято-Троицком бульваре
- Сквер на бульваре Строителей
- Сквер на бульваре Юности
- Сквер у бульвара по пр. Б. Хмельницкого
- Сквер вокруг памятной стелы в честь награждения Белгорода орденом Великой Отечественной войны
- Сквер у Поклонного креста в честь Кирилла и Мефодия
- Сквер возле Смоленского собора

|  |  |  |

## Образование

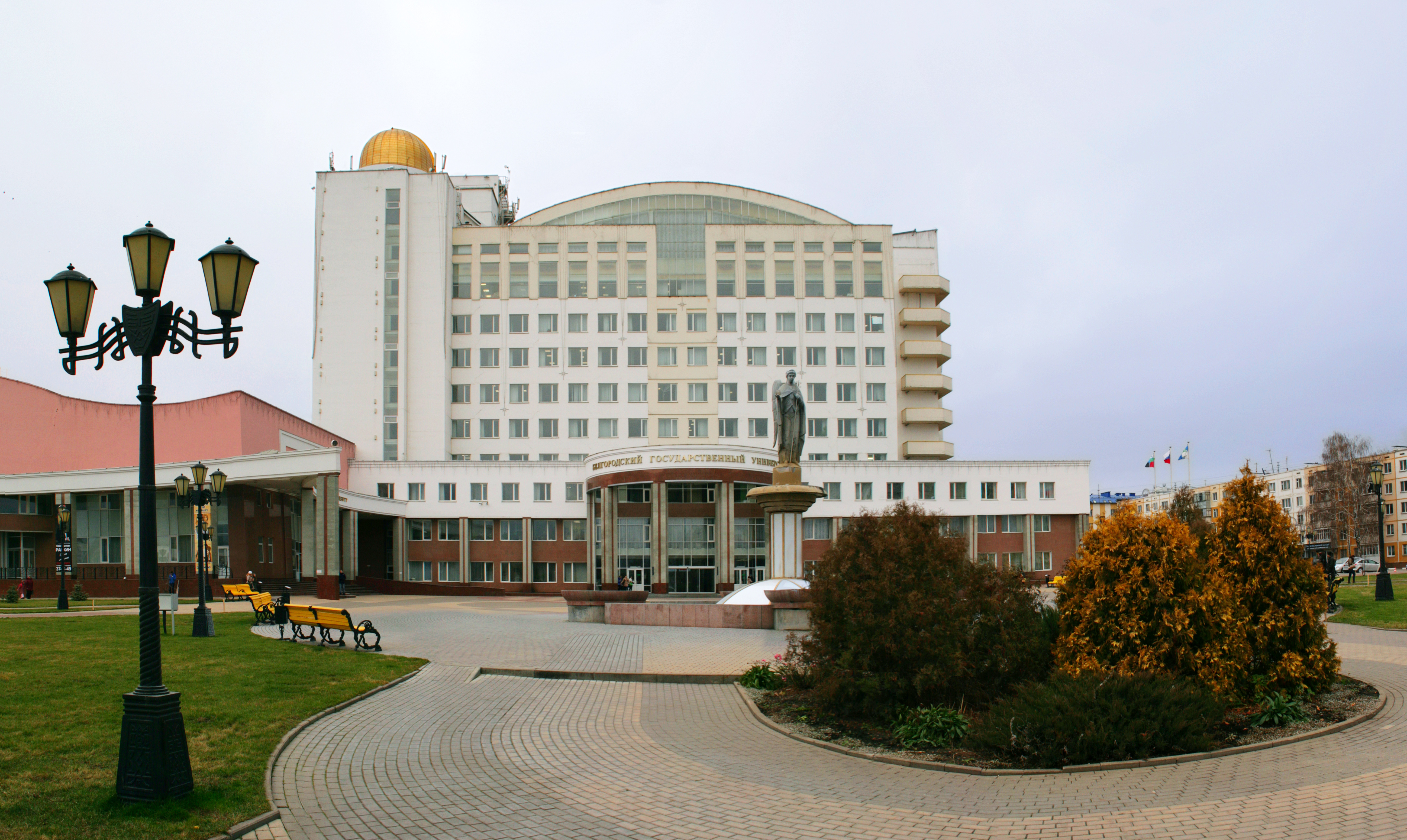
Главный корпус Белгородского государственного университета

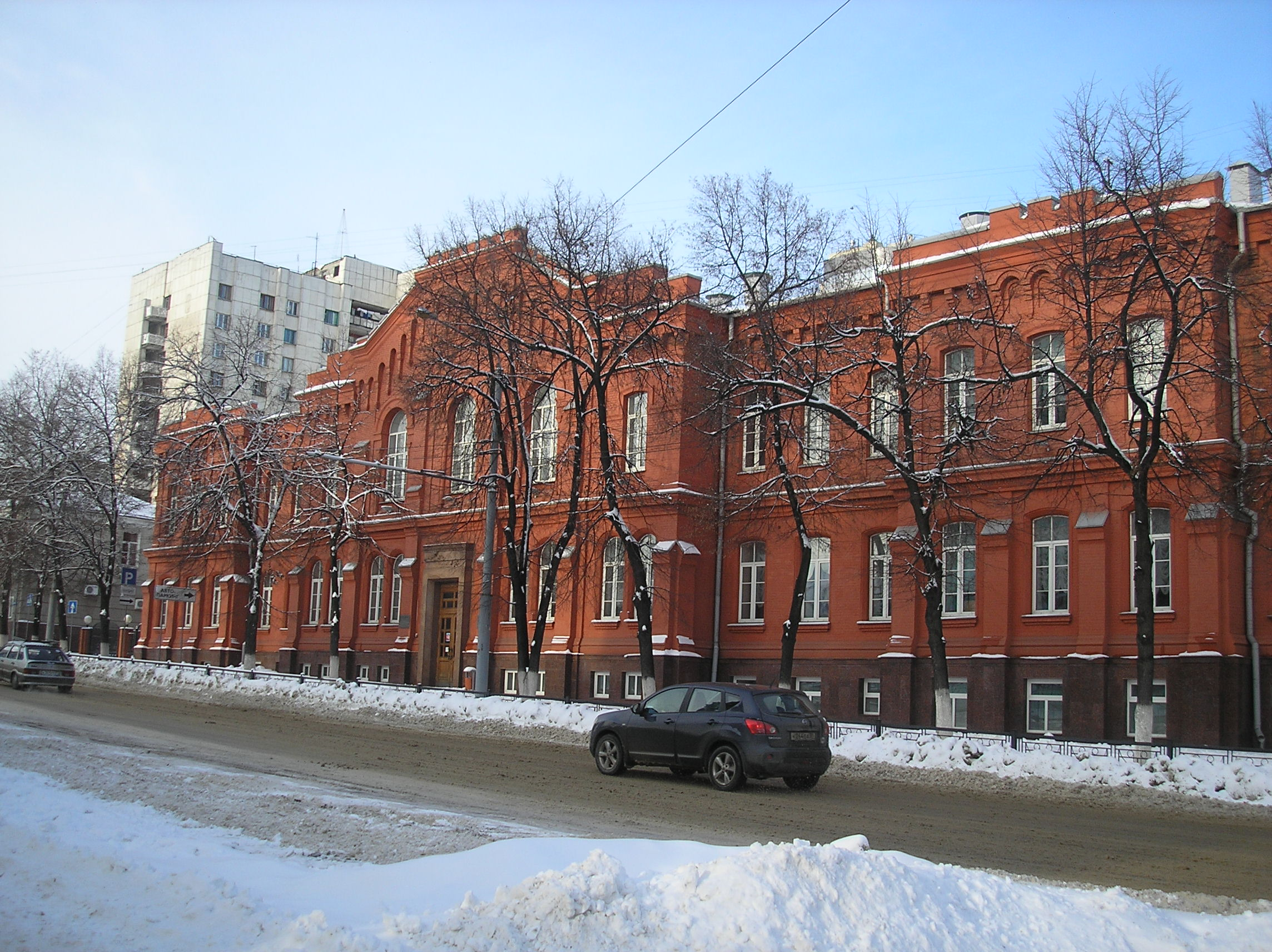
Теологический факультет БелГУ, бывшая мужская гимназия

Образовательная сфера города представлена рядом вузов и ссузов, также в Белгороде действует 14 учреждений дополнительного образования, 1 межшкольный учебный комбинат, 46 среднеобразовательных учреждений и 67 дошкольных образовательных учреждений.
В 2010 году более десяти работников системы образования были награждены знаками отличия «Почётный работник общего образования РФ», грамотами Министерства образования и науки Российской Федерации, а также грамотами и благодарностями администрации города. В рамках успешной реализации приоритетного национального проекта «Образование», в числе лучших были 6 педагогов из Белгорода.
В детских садах, школах и средних специальных учебных заведениях города с целью военно-патриотического воспитания проводятся классные часы с участием представителей войсковой части № 27898. С использованием возможностей учебно-материальной базы войсковых частей № 27898 и № 25624 проводятся сборы в летних лагерях военно-патриотической направленности для допризывной молодёжи Белгорода.
Кроме того, на базе школ созданы кадетские классы разных родов и видов войск. На базе среднеобразовательных школ созданы морские кадетские классы. В соответствии с условиями договора, заключённого между администрацией Белгорода и Санкт-Петербургским Военно-морским институтом имени Петра Великого, выпускники белгородских кадетских (морских) классов проходят ежегодную стажировку по программе института и имеют возможность первоочерёдного зачисления в ВУЗ.

### Высшие учебные заведения
- Белгородский государственный технологический университет имени В. Г. Шухова[169].
- Белгородский государственный национальный исследовательский университет[170].
- Белгородский университет кооперации, экономики и права[171].
- Белгородский государственный аграрный университет им. В. Я. Горина[172].
- Белгородский государственный институт культуры и искусств[173].
- Белгородский юридический институт МВД России имени И. Д. Путилина[174].

### Средние специальные учебные заведения

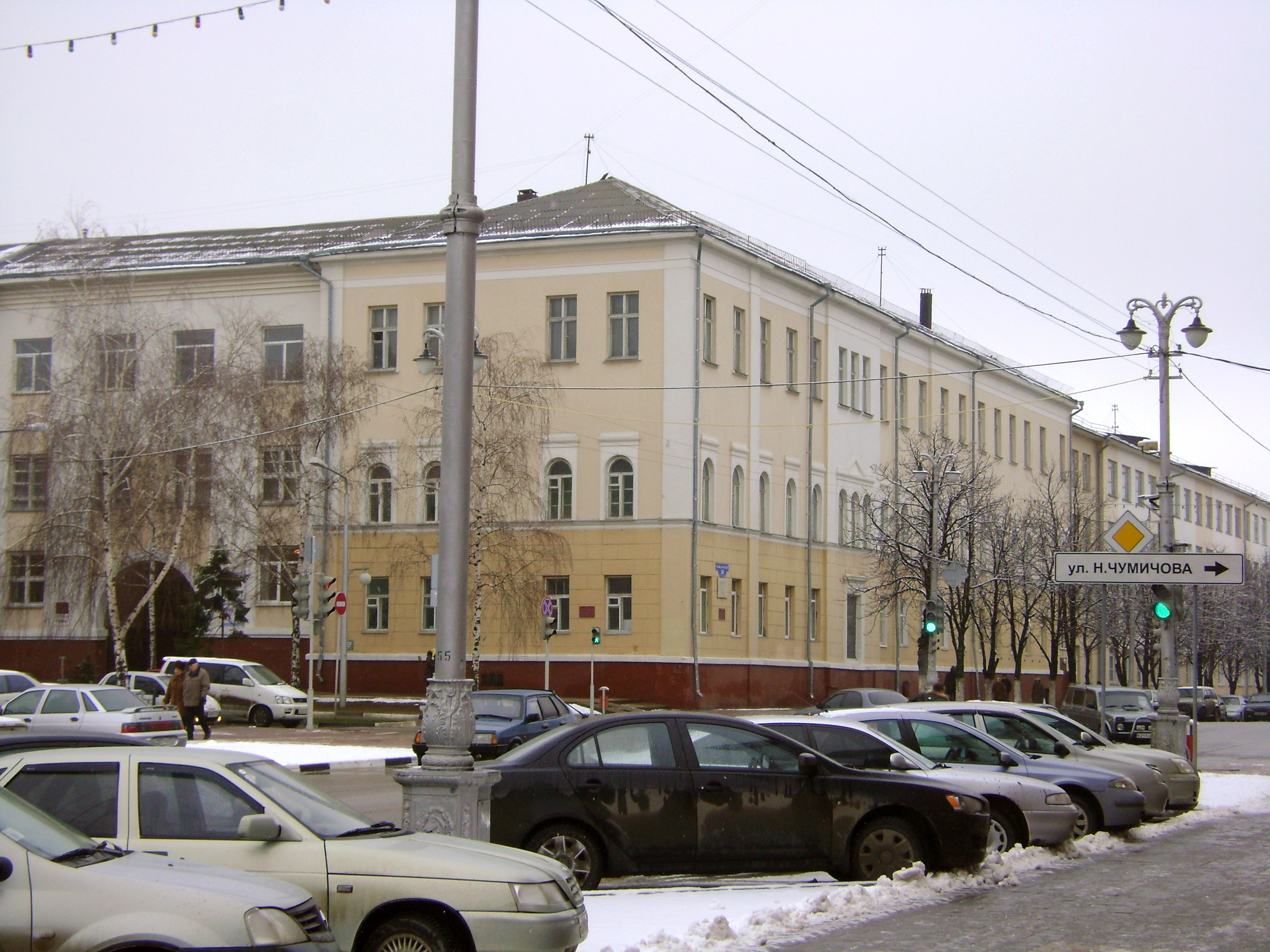
Белгородский строительный колледж

- Белгородский политехнический колледж (бывший Белгородский политехнический техникум, бывший лицей № 17)[175].

- Белгородский индустриальный колледж.
- Один медицинский колледж.
- Белгородский педагогический колледж.
- Белгородский механико-технологический колледж.
- Белгородский строительный колледж.
- Белгородский машиностроительный техникум.
- Профессиональное училище № 5.
- Профессиональное училище № 6.
- Белгородский техникум общественного питания.
- Профессиональное училище № 20.
- Белгородский музыкальный колледж им. С. А. Дегтярёва.

### Духовные образовательные учреждения
- Белгородская православная духовная семинария (с миссионерской направленностью).

## Наука

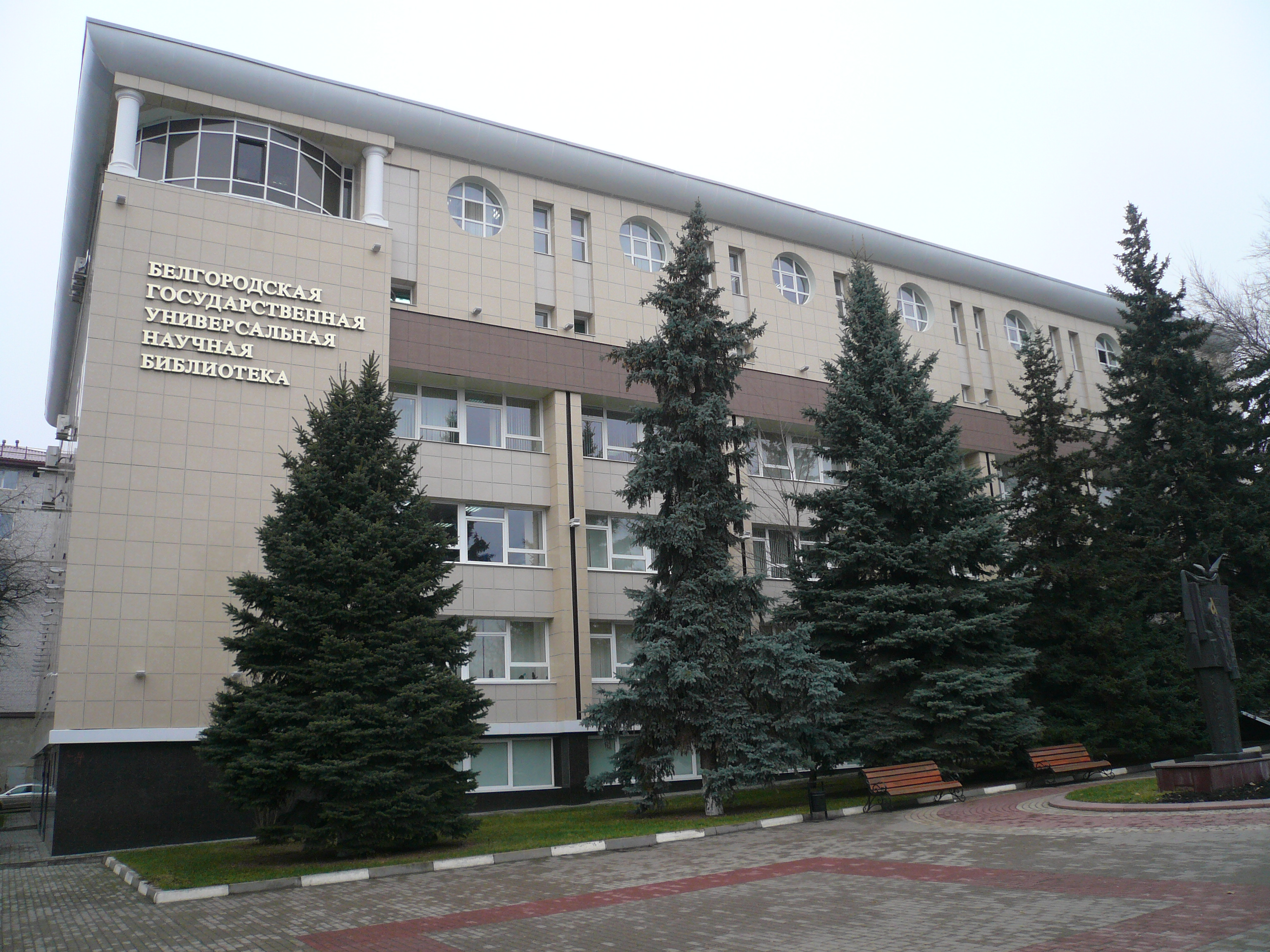
Белгородская государственная универсальная научная библиотека

### Научно-исследовательские учреждения
- Институт «ВИОГЕМ».
- Институт «Центрогипроруда».
- Институт «Белгородгражданпроект».
- ФГБНУ «Белгородский НИИ сельского хозяйства РАСХН».
- ФГБНУ «Всероссийский НИИ экспериментальной ветеринарии им. Я. Р. Коваленко РАСХН», Белгородский отдел.

## Средства массовой информации
В Белгороде действует более 20 печатных СМИ, 10 информационных агентств, 20 цифровых и 3 аналоговых телеканала, 20 радиостанций, также действует несколько кабельных операторов. Среди печатных СМИ самым популярным информационным изданием являются «Белгородские известия», среди рекламных изданий лидером является газета «Моя реклама».

## Инфраструктура

### Транспорт
Через Белгород проходили важнейшие железнодорожные и автомобильные магистрали международного значения, соединяющие Москву с южными районами России и Украиной, в том числе федеральная автотрасса М2 «Крым» и железнодорожная магистраль Москва — Харьков — Севастополь.
Также в Белгороде располагалась одна из немногих в России линия пригородного троллейбусного сообщения протяжённостью 34 км, проходящая по федеральной автодороге «Крым» и соединяющая административный центр области с посёлком Майским.
В концепции развития городского транспорта, разработанной в 2008 году, предполагалось строительство скоростного трамвая, а также фуникулёра от городского пляжа к спальным районам Харьковской горы. В городе в качестве общественного транспорта также используются маршрутные такси.
В Белгороде сформировано несколько транспортно-пересадочных узлов: ТПУ «Старый город», ТПУ «Кутузова», ТПУ «Северный», ТПУ «Родина», ТПУ «Сити Молл», ТПУ «Универмаг „Белгород“», ТПУ «Вокзальная».
В ходе транспортной реформы в Белгороде 20 сентября 2020 года были запущены выделенные полосы для общественного транспорта на первом участке улицы Щорса и проспекте Богдана Хмельницкого. С 25 октября 2020 года планируется запуск выделенных полос на втором участке улицы Щорса, улице Преображенской и на проспекте Славы.

#### Автомобильный
В Белгороде (без учёта Белгородской агломерации) в 2013 году было зарегистрировано 139 702 транспортных средства, из которых 117 279 — легковые. В городе к началу 2014 года было 638 парковочных карманов на 12 571 автомобиль. На 1000 белгородцев приходится примерно 370 автомобилей.
22 ноября 2014 года в Белгороде начали работу платные парковки. На 55 платных парковках города предусмотрено 751 место для автомобилей. За час парковки, начиная со второго, водитель должен заплатить 30 рублей. Оплата производится через SMS, паркомат, мобильное приложение или веб-сайт. Бесплатно использовать парковки могут инвалиды, члены многодетных семей, экстренные службы, участники Великой Отечественной войны и бывшие несовершеннолетние узники концлагерей. Отслеживание неплательщиков происходит с помощью машин патрулирования, видеофиксации и специальной программы.

#### Аэропорт

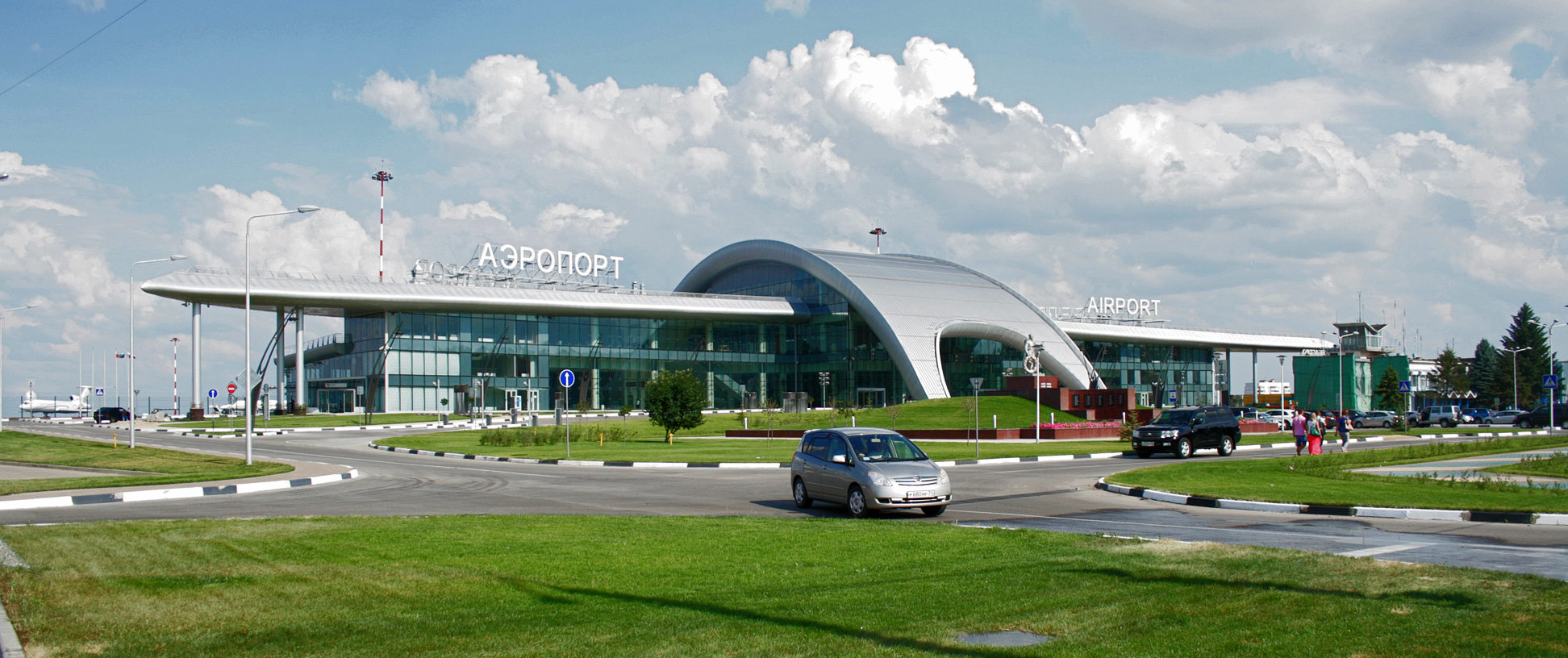
Международный аэропорт «Белгород»

Воздушное сообщение с городом осуществляется через международный аэропорт Белгород, который обеспечивает круглосуточный приём воздушных судов типа Ил-76, Ту-154, Boeing 737, Boeing 767, Airbus A320 и классом ниже. Аэропорт оборудован современной системой посадки СП-80 и светосигнальным оборудованием ОВИ-1. С 24 февраля 2022 года аэропорт не обслуживает гражданскую авиацию.

#### Железнодорожный
Междугородний и международный

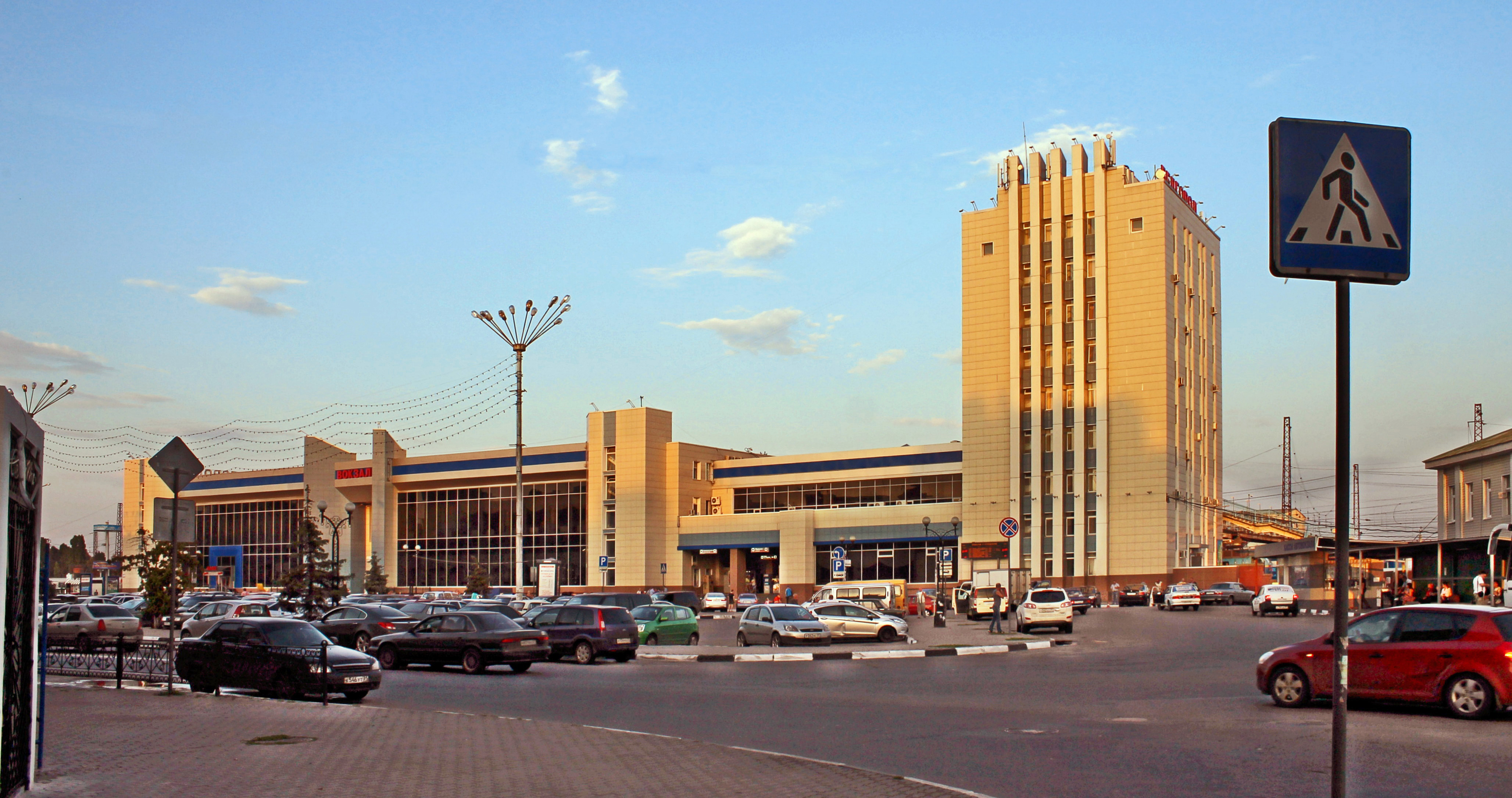
Железнодорожный вокзал «Белгород»

В городе расположен железнодорожный вокзал Белгород. До 2011 года в Белгороде располагалось управление Белгородского отделения Юго-Восточной железной дороги. В течение ряда последних лет оно обеспечивало большую часть отгрузки промышленной продукции области. С начала 2000-х годов по динамике ряда ключевых показателей Белгородское отделение ЮВЖД вышло в число лидеров на всём полигоне железных дорог России.
Городской и пригородный
23 ноября 2018 года был запущен рельсовый автобус, обслуживающий Белгородскую агломерацию. В селе Стрелецком поезд останавливается на платформе Заречка, в Пушкарном — 136-й км. Остановка в Новой Жизни — 143-й км. Используются рельсовые автобусы серии РА-2. Он предназначен для неэлектрифицированных ж/д линий. В нём два вагона по 156 посадочных мест. В салоне есть вентиляция, отопление, кондиционер и электронные табло.
В черте города находятся железнодорожные станции: Белгород, Белгород-Сумской и Крейда; остановочные пункты: Белая гора, Салют-2, УСК Светланы Хоркиной, Новая жизнь, 701 км, Красное, Болховец, Железнодорожник, Витаминная и Пионерская.

#### Автобус

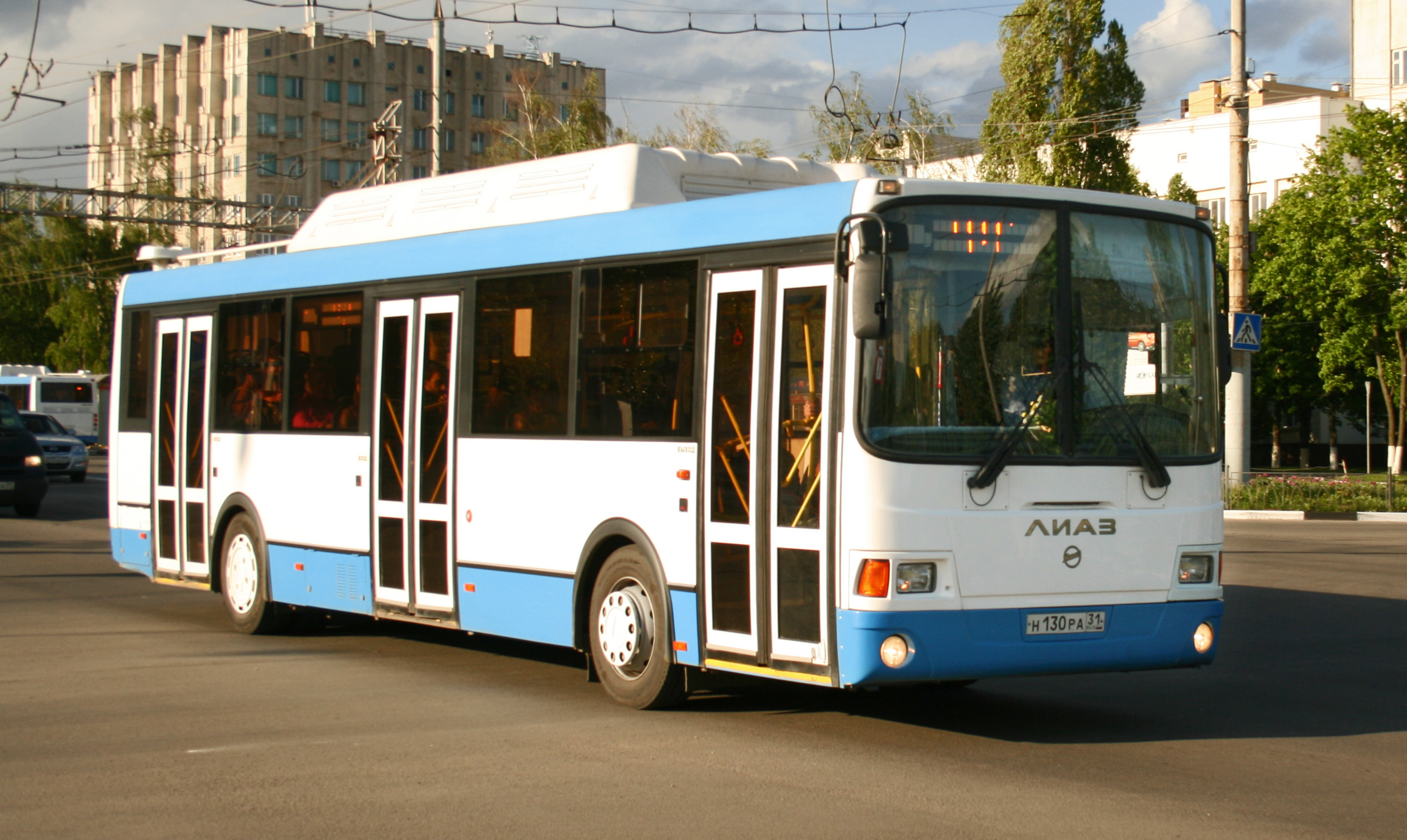
Автобус ЛиАЗ-5293, работающий на газе

Междугородний

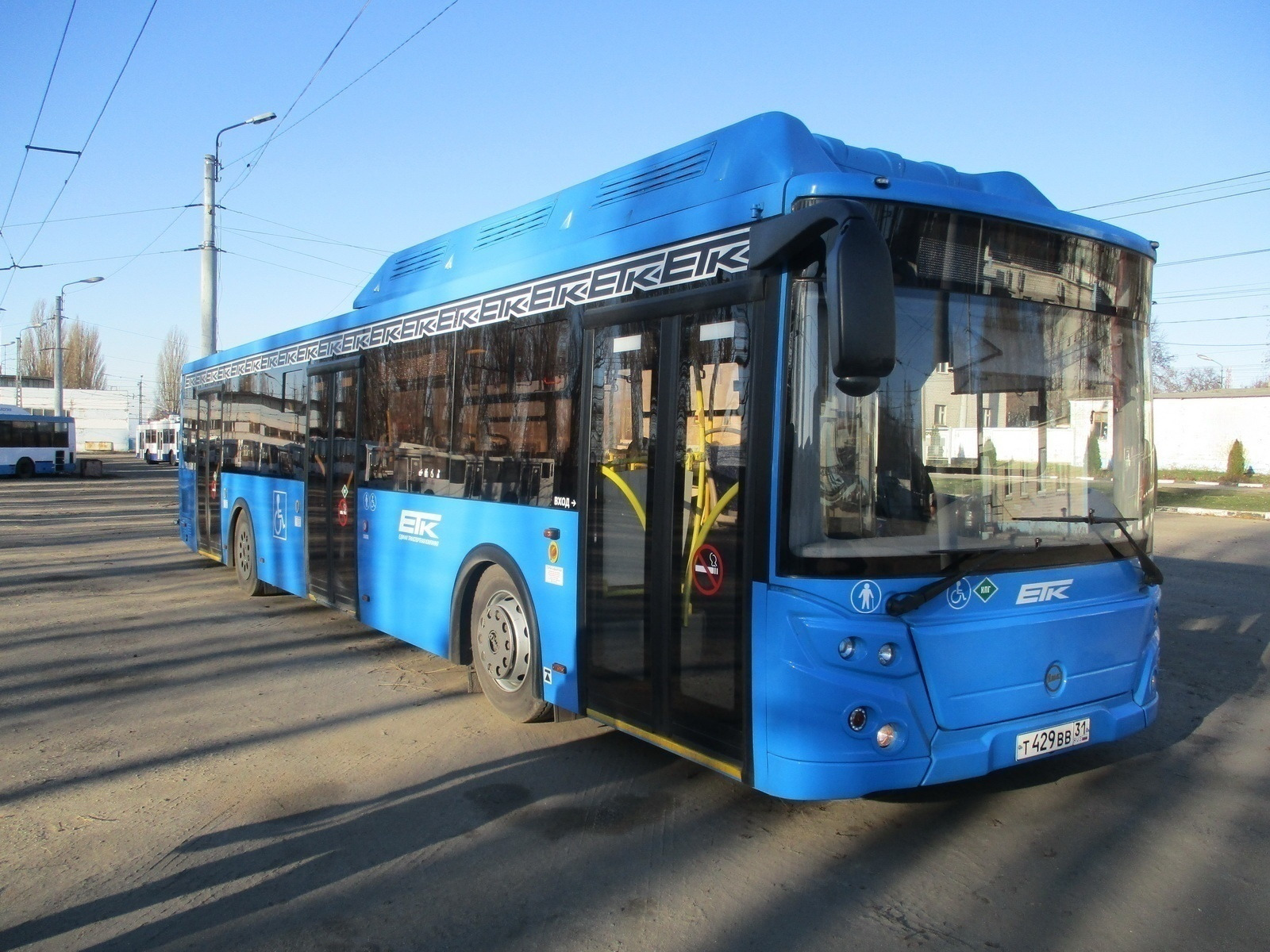
Автобус ЛиАЗ-5292, работающий на газе

В городе действуют 2 автовокзала: автовокзал Белгорода, автовокзал Белгород-2 (расположен на привокзальной площади), а также автостанция «Энергомаш». От неё в основном отходят автобусы пригородного сообщения (например Энергомаш — Майский). От автовокзала Белгород-2 отправляются автобусы до близлежащих районных центров, причём отправление автобусов согласовано с прибытием электропоездов. Так, например, можно приехать на электричке из Ржавы и через 20 минут отправиться на автобусе в Грайворон, также отправляются автобусы в Харьков, Москву. От центрального автовокзала отправляются автобусы в Астрахань, Волгоград, Москву, Смоленск, Санкт-Петербург, Саратов и в другие города. Кроме того, автобусы связывают центральный автовокзал абсолютно со всеми районами области, маршруты охватывают большинство сёл и деревень.
Общественный
Первый автобус в Белгороде появился в начале 1962 года. Всего было пущено 11 автобусов, однако, в начале 1963 года количество увеличилось. Сейчас в Белгороде насчитывается более 164 автобусных маршрутов.
В рамках проекта «Совершенствование организации пассажирских перевозок в Белгородской агломерации» в 2014 году оборудовано 15 электронно-информационных остановочных комплексов. В это время для обслуживания маршрутной сети предусматривалось 643 единицы транспортных средств
Основу подвижного состава составляют автобусы ЛиАЗ-5293 (с газовым двигателем), НефАЗ-5299, Неман, Marcopolo Bravis, ЛиАЗ-5292 (с газовым двигателем), Павловский автобус (ПАЗ-3205, ПАЗ-3204).

#### Виды транспорта в прошлом

##### Троллейбус

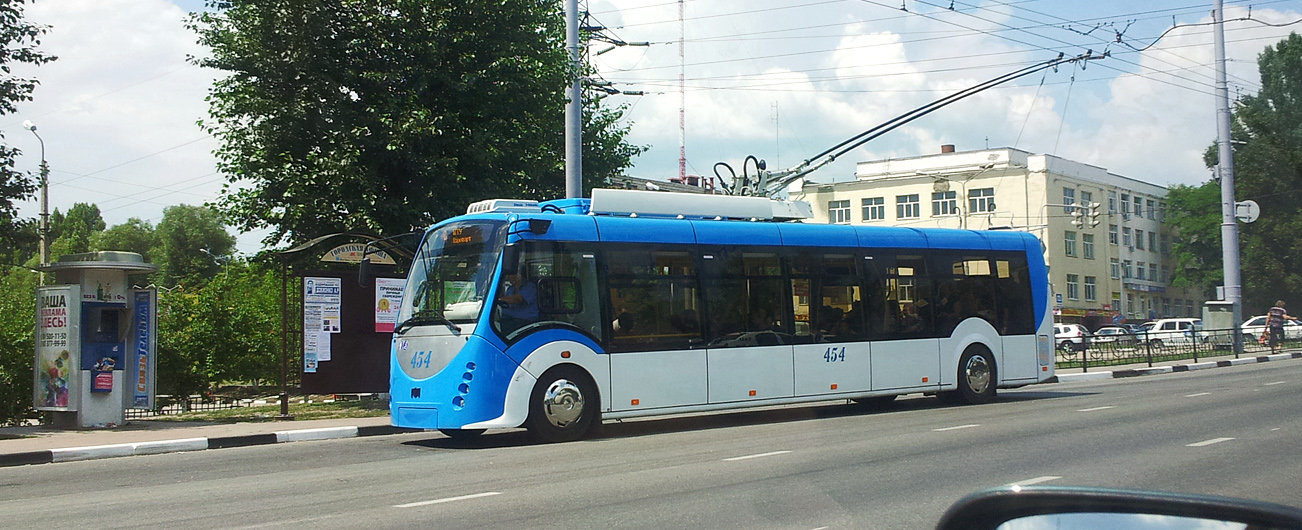
Троллейбус «Витовт» в Белгороде

Длина контактной сети троллейбусных линий была 70,2 км. Троллейбусный парк города состоял из 53 единиц техники, в основном троллейбусы российского производства. В 2002 году администрацией города было закуплено 15 новых троллейбусов ЗиУ-682Г, в 2005 году было куплено ещё 20 новых троллейбусов ЗиУ-682Г, в 2011 — 30 троллейбусов Тролза-5275.05 «Оптима», а в 2013 — 20 новых троллейбусов АКСМ-420. На 2020 год эксплуатируются 37 троллейбусов, из них АКСМ-420 — 16 из 20 единиц, Тролза-5275.05 «Оптима» — 22 из 30 единиц, в парке имеются также 3 единицы ЗиУ-682Г, но они в настоящее время не выходят на линию.
Заявлялось, что контактная сеть троллейбусных линий очень изношена. С 1 июля 2022 года троллейбусный парк был закрыт, а часть его работников пересела на автобусы.

### Связь
- Фиксированная телефонная: ПАО Ростелеком.
- Мобильная: МТС, Билайн, Мегафон, Теле 2, Йота.
- Домашний интернет предоставляет несколько десятков провайдеров.

### Гражданская оборона
В Белгороде установлено 58 сирен подачи команды «Внимание всем». Во время угрозы ЧС операторы мобильной связи организуют рассылку SMS-сообщений на частные мобильные телефоны.

### Здравоохранение

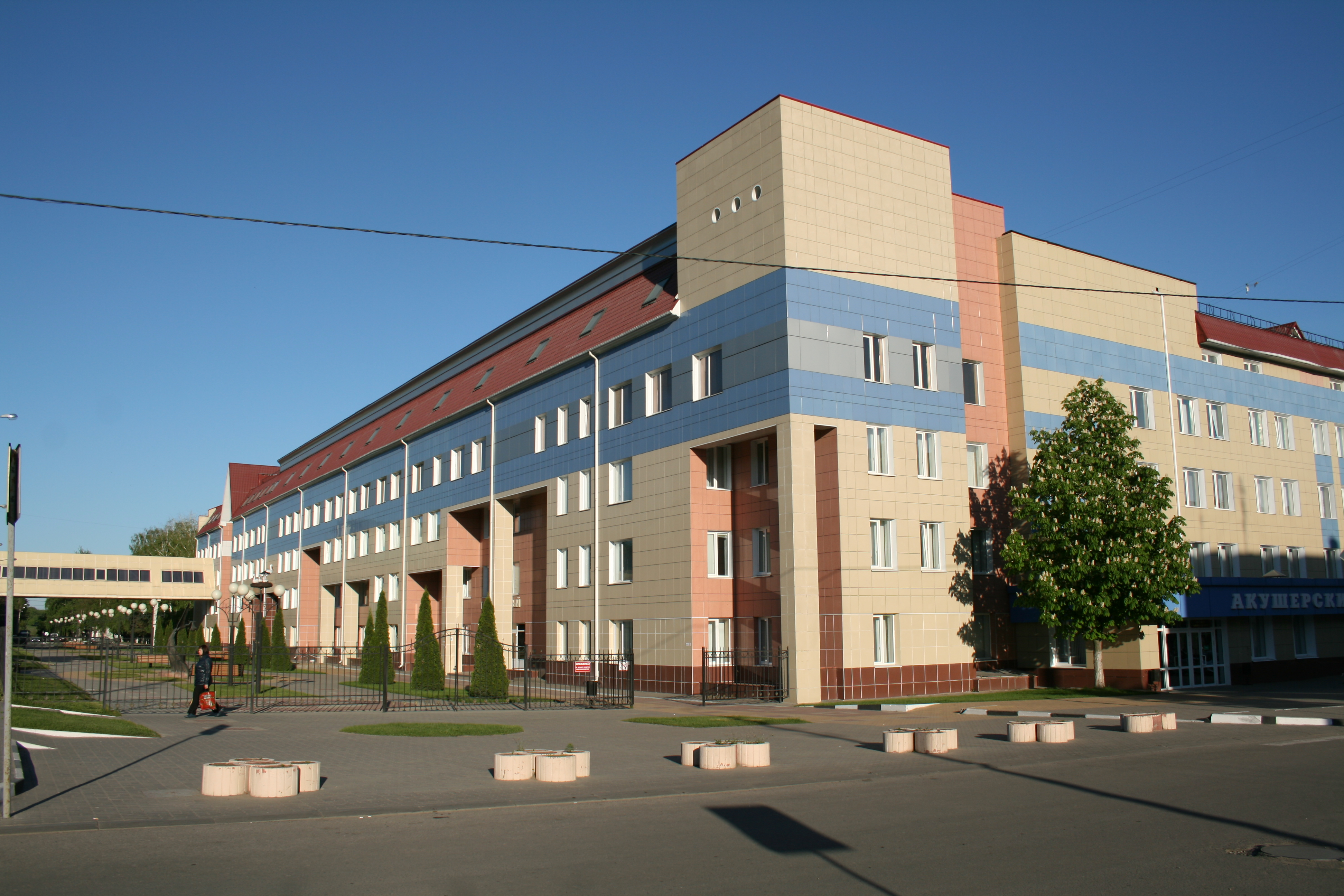
Перинатальный центр Белгородской областной больницы

В Белгороде действует 11 поликлиник, четыре из них являются детскими.
В городе расположена Белгородская областная клиническая больница, которая имеет более 1400 коек. В состав больницы входят диагностический центр, 22 специализированных отделения, перинатальный центр с консультативно-диагностическим центром, консультативная поликлиника, параклинические отделения, отделение санитарной авиации и прочие структурные подразделения и вспомогательные службы.

### Водоснабжение
Для удовлетворения бытовых нужд населения используется вода исключительно из подземных источников водоснабжения. С учётом высокой минерализации питьевой воды на территории города создана сеть пунктов по реализации экологически чистой воды юрского водоносного горизонта, обустроены три бювета с бесплатным доступом всех горожан к ультрапресной воде.

## В нумизматике
16 мая 1995 года Центральный банк Российской Федерации выпустил серебряную монету «Памятники архитектуры России: 1000-летие основания г. Белгорода». Тираж составил 30 000 монет, а номинал — 3 рубля.
2 октября 2006 года Московский монетный двор выпустил памятные монеты Центрального банка Российской Федерации из серии «Древние города России», посвящённые Белгороду. Художником стал А. Д. Щаблыкин, а скульптором А. И. Парфёнов. Монета относится к памятным монетам из недрагоценных металлов. В основе дизайна — объединение двух цветов, которые дают сплавы латуни и мельхиора. Поэтому монета называется биметаллической. Номинал всех монет — 10 рублей. На реверсе изображена панорама города, вверху слева — герб города Белгорода, по окружности — надписи: вверху — «ДРЕВНИЕ ГОРОДА РОССИИ», внизу — «БЕЛГОРОД». Гурт имеет 300 рифлений и две надписи «ДЕСЯТЬ РУБЛЕЙ», разделённых звёздочками.
С 23 мая 2011 года Центральный банк Российской Федерации на Санкт-Петербургском монетном дворе начал выпуск монет серии «Города воинской славы» номиналом 10 рублей. Их художником и скульптором стал А. А. Брынза. Монеты изготовлены из стали с латунным гальваническим покрытием. На реверсе изображён герб Белгорода, над ним на ленте — надпись полукругом: «Города воинской славы», внизу, вдоль канта, — надпись: «Белгород». Гурт монеты имеет 6 участков по 5 рифов и 6 участков по 7 рифов, чередующихся с 12 гладкими участками.
|  |  |  |

## В почте и филателии
В 1963 году была выпущена почтовая марка  (ЦФА [АО «Марка»] № 2869) номиналом четыре копейки, посвящённая 20-летию Курской битвы, в ходе которой 5 августа 1943 года был освобождён Белгород, на ней изображена схема сражения. Красные стрелы на карте, проходя через Белгород, указывают направление движения войск советской армии. Художник — А. Шмидштейн (ЦФА [АО «Марка»] № 2869).
В 2002 году издательско-торговым центром «Марка» для почты России был выпущен почтовый конверт с изображением памятника князю Владимиру в Белгороде тиражом 150 тысяч экземпляров, а в 2007 году — тиражом 500 тысяч экземпляров.
6 января 2004 года Белгородский почтамт использовал специальное гашение № 6ш-2004, посвящённое пятидесятилетию Белгородской области. На спецгашении изображён памятник князю Владимиру в Белгороде. Художник — Л. Михалевский.
6 января 2004 года издательско-торговым центром «Марка» для почты России тиражом в 200 тысяч экземпляров выпущена почтовая марка № 904 номиналом пять рублей из серии «Россия. Регионы.», посвящённая пятидесятилетию Белгородской области. На марке изображён памятник князю Владимиру в Белгороде, памятник защитникам Отечества — звонница, установленная на Прохоровском поле, иллюстрация добычи железной руды в месторождении Курской магнитной аномалии. Художник — С. Сухарев.
9 мая 2005 года почта 308000 Белгорода использовала специальное гашение № 88ш-2005, посвящённое шестидесятилетию Победы в Великой Отечественной войне. На спецгашении изображён памятник, расположенный в парке Победы в Белгороде. Художник — Л. Михалевский.
В 2009 году издательско-торговым центром «Марка» для почты России тиражом в 115 тысяч экземпляров выпущена почтовая марка № 1347 номиналом десять рублей из серии «Города воинской славы», посвящённая Белгороду. Дизайнер — В. Бельтюков.
28 июля 2009 года издательско-торговым центром «Марка» для почты России тиражом по 10 тысяч экземпляров выпущены карточки с литерой «В» № 175К-2009, № 173К-2009, № 173К-2009, № 172К-2009, № 171о-2009 с изображением скульптурной композиции «Скорбящая мать» в Белгороде, панорамы города с проспекта Ватутина, музея-диорамы «Курская битва. Белгородское направление», памятника князю Владимиру и салюта соответственно. На карточках написано: «С пожеланиями мира и счастья из Белгорода — города воинской славы». Фотограф — В. Бочкарёв. Дизайнер — Д. Чусовитина.
|  |  |  |

## В топонимике
Белгородская улица есть в Астрахани, Курске, Калининграде, Красном Луче, Донецке и Сумах. Ранее существовала в Липецке. В Харькове до мая 2022 года существовало Белгородское шоссе. Белгородский переулок есть в Строителе, Челябинске, Запорожье и в посёлке городского типа Томаровка.

## В астрономии

Орбита астероида Белгород и его положение в Солнечной системе

В честь Белгорода названа малая планета (9612) Белгород, открытая астрономом Крымской астрофизической обсерватории Людмилой Васильевной Журавлёвой 4 сентября 1992 года.

## Почётные граждане
Звание «Почётный гражданин города Белгорода» присваивается за выдающиеся и значимые заслуги городским Советом депутатов по представлению главы местного самоуправления, постоянной комиссии городского совета депутатов, ходатайству трудовых коллективов предприятий, учебных заведений, политических партий, общественных организаций, государственных органов.
Почётным гражданам города Белгорода установлены льготы в соответствии с положением о звании «Почётный гражданин города Белгорода».
Звание присваивается один раз в год в канун празднования Дня города, 5 августа, не более чем двум кандидатам.
С 1963 года по настоящее время звание «Почётный гражданин города Белгорода» присвоено более 60 гражданам. Среди них военачальники времён Великой Отечественной войны, освободители Белгорода от немецко-фашистских захватчиков, лётчики-космонавты, руководители промышленных предприятий и учреждений города, врачи, учителя, деятели культуры и искусства.

## Армия
В целях сотрудничества администрация Белгорода заключила договоры с войсковыми частями 27898, 25624 (Белгород-22), 2201 (Алакурттинский пограничный отряд), БПК «Керчь» Черноморского флота РФ, войсковой частью 08342 (учебный центр РВСН) и в/ч 52522 (РТБ город Новороссийск).

## Города-побратимы
В Белгороде развивается межмуниципальное и межрегиональное сотрудничество с городскими округами субъектов РФ и странами СНГ. В рамках сотрудничества развиваются контакты в области спорта, культурной сферы, медицины, образования.
| Страна           | Герб | Город-побратим | Год установления связи |
| ---------------- | ---- | -------------- | ---------------------- |
| / Россия/Украина |      | Евпатория      | 23 сентября 2016       |
| Германия         |      | Херне          | 19 февраля 1990        |
| Польша           |      | Ополе          | 14 апреля 2004         |
| Украина          |      | Луганск        | 22 сентября 2012       |
| Сербия           |      | Ниш            | 4 июня 2014            |
| / Россия/Украина |      | Севастополь    | 20 декабря 2014        |
| Россия           |      | Орёл           | 22 сентября 2012       |
| Россия           |      | Заозёрск       | 10 июня 2016           |

18 октября 2001 были официально установлены побратимские отношения с украинским Харьковом. 11 мая 2022 года из-за вторжения России на Украину Харьков разорвал побратимские отношения с российскими городами, в том числе с Белгородом.